# Melodifestivalen 2020
Das Melodifestivalen 2020 war der schwedische Vorentscheid für den Eurovision Song Contest 2020 in Rotterdam (Niederlande). Es war die 60. Ausgabe des von der öffentlich-rechtlichen Fernsehgesellschaft Sveriges Television (SVT) veranstalteten Wettbewerbs. The Mamas gewannen mit dem Lied Move. Aufgrund der Absage des Eurovision Song Contests durch die EBU am 18. März 2020 werden die Gewinnerinnen nicht am Wettbewerb teilnehmen. Sie sind damit die ersten Gewinnerinnen des Melodifestivalens, die nicht am Eurovision Song Contest des gleichen Jahres teilnehmen werden. Eine interne Nominierung für den Eurovision Song Contest 2021 von The Mamas schloss SVT aus und wies darauf hin, dass beim Melodifestivalen 2021 ein neuer Interpret und Beitrag ermittelt wird.

## Format

### Konzept
Zum achtzehnten Mal fanden die Halbfinals an verschiedenen Orten Schwedens statt. Es traten 28 Beiträge an, die auf vier Halbfinals verteilt wurden, sodass jeweils sieben Beiträge pro Halbfinale vorgestellt wurden. Die Zuschauer entschieden in zwei Abstimmungsrunden, wer sich für das Finale qualifizierte und wer in der Andra Chansen (dt.: Zweite Chance) nochmals antreten durfte. In jedem Halbfinale qualifizierten sich die ersten beiden Beiträge mit den meisten Zuschauerstimmen direkt für das Finale. Diejenigen Beiträge, die Platz drei und vier belegten, traten ein zweites Mal in der Sendung Andra Chansen auf. Dort traten die Kandidaten dann in Duellen gegeneinander an und wer die meisten Zuschauerstimmen auf sich vereinigen konnte, qualifizierte sich für das Finale. Im Finale traten dann zwölf Interpreten auf.
Zum Produktionsteam gehörten 2020 Anette Helenius (Produktionsleitung), Christel Tholse Willers (Executive Producer), Karin Gunnarsson (Produzentin) und Christer Björkman (stellvertretender Produzent).
2019 wurde ein neues Abstimmungssystem eingeführt, das 2020 auch wieder eingesetzt wurde.
| Altersgruppen:                                                                                        |
|  3–9 Jahre  10–15 Jahre  16–29 Jahre  30–44 Jahre  45–59 Jahre  60–74 Jahre  ab 75 Jahren  Televoting |

Im Halbfinale konnten dann je nach Altersgruppe 12, 10, 8, 6, 4, 2 und 1 Punkt/e verteilt werden. In der Sendung Andra Chansen kann dann jede Gruppe einen Punkt an ihren Favoriten verteilen. Der Interpret mit den meisten Punkten pro Duell qualifiziert sich für das Finale. Bei Gleichstand siegt der Interpret mit den meisten Gesamtstimmen. Im Finale wurden aufgrund der erhöhten Teilnehmerzahl gegenüber den Halbfinals dann pro Gruppe 12, 10, 8, 7, 6, 5, 4, 3, 2 und 1 Punkte/e verteilt. Jede der acht internationalen Jurys verteilte 12, 10, 8, 7, 6, 5, 4, 3, 2 und 1 Punkt/e. Im Halbfinale und in der Andra Chansen-Runde lagen somit die Zuschauer das Ergebnis fest und im Finale entschieden die Zuschauer und zu die internationale Jury zu jeweils gleichen Teilen den Sieger.

### Sendungen
| Linköping |

| Göteborg |

| Luleå |

| Malmö |

| Eskilstuna |

| Stockholm |

Die Stadt Östersund wollte 2019 ursprünglich die Sendung Andra Chansen am 2. März 2019 austragen, doch der Termin kollidierte mit den Biathlon-Weltmeisterschaften 2019, die ab dem 7. März 2019 dort stattfanden. Die Gemeinde war aber nach wie vor an einer Austragung im Jahr 2020 interessiert. Die Gemeinde trug zuletzt 2015 das Melodifestivalen aus. Dennoch wurde die Stadt auch 2020 nicht als Austragungsort ausgewählt.
Am 27. August 2019 stellte SVT die Austragungsorte des Melodifestivalen 2019 vor. Wie in den Vorjahren sollen zwei der vier Halbfinale in Göteborg und Malmö stattfinden. Das Finale wurde, wie es seit 2013 der Fall ist, in der Friends Arena in Stockholm ausgetragen. Linköping war zum sechsten, Luleå zum dritten und Eskilstuna zum ersten Mal Austragungsort des Melodifestivalen.
| Sendung       | Sendedatum       | Stadt      | Austragungsort        | Zuschauer (SVT1) | Zuschauerstimmen (Televoting & App) | Anzahl der Votings |
| ------------- | ---------------- | ---------- | --------------------- | ---------------- | ----------------------------------- | ------------------ |
| Deltävling 1  | 01. Februar 2020 | Linköping  | Saab Arena            | 2.835.000        | 6.742.165                           | 502.404            |
| Deltävling 2  | 08. Februar 2020 | Göteborg   | Scandinavium          | 2.706.000        | 6.572.028                           | 488.708            |
| Deltävling 3  | 15. Februar 2020 | Luleå      | Coop Norrbotten Arena | 2.645.000        | 6.015.351                           | 473.915            |
| Deltävling 4  | 22. Februar 2020 | Malmö      | Malmö Arena           | 2.597.000        | 5.499.199                           | 424.004            |
| Andra Chansen | 29. Februar 2020 | Eskilstuna | STIGA Sports Arena    | 2.557.000        | 5.983.034                           | 436.065            |
| Finalen       | 07. März 2020    | Stockholm  | Friends Arena         | 3.243.000        | 13.102.013                          | 844.982            |
| Gesamt        | Gesamt           | Gesamt     | Gesamt                | 16.583.000       | 43.913.790                          | 3.170.078          |

Zum dritten Mal in Folge nach 2018 und 2019 sank die Zuschauerzahl bis einschließlich zur Sendung Andra Chansen ab. Erstmals blieb die Zuschauerzahl in allen vier Halbfinals und dem Andra Chansen unter der Marke von drei Millionen Zuschauern. In der Vergangenheit erreichte mindestens ein Halbfinale mindestens drei Millionen Zuschauer. Zuletzt im Jahr 2017 erreichten alle vier Halbfinals mindestens drei Millionen Zuschauer. Insgesamt verzeichnete SVT1 einen Rückgang von etwa sieben Prozent Zuschauern gegenüber dem Vorjahr. Gleiches galt auch für die Aufrufzahlen auf SVT Play. Im Radiosender Sveriges Radio P4 wurden die Sendungen durchschnittlich von einer halbe Million Menschen gehört. Ebenfalls verringerte sich die Anzahl der abgegebenen Stimmen um etwa 12,5 Prozent auf 43.913.790 Stimmen. Allerdings stieg gleichzeitig die Anzahl derjenigen Zuschauer, die sich an der Abstimmung beteiligten.

### Beitragswahl

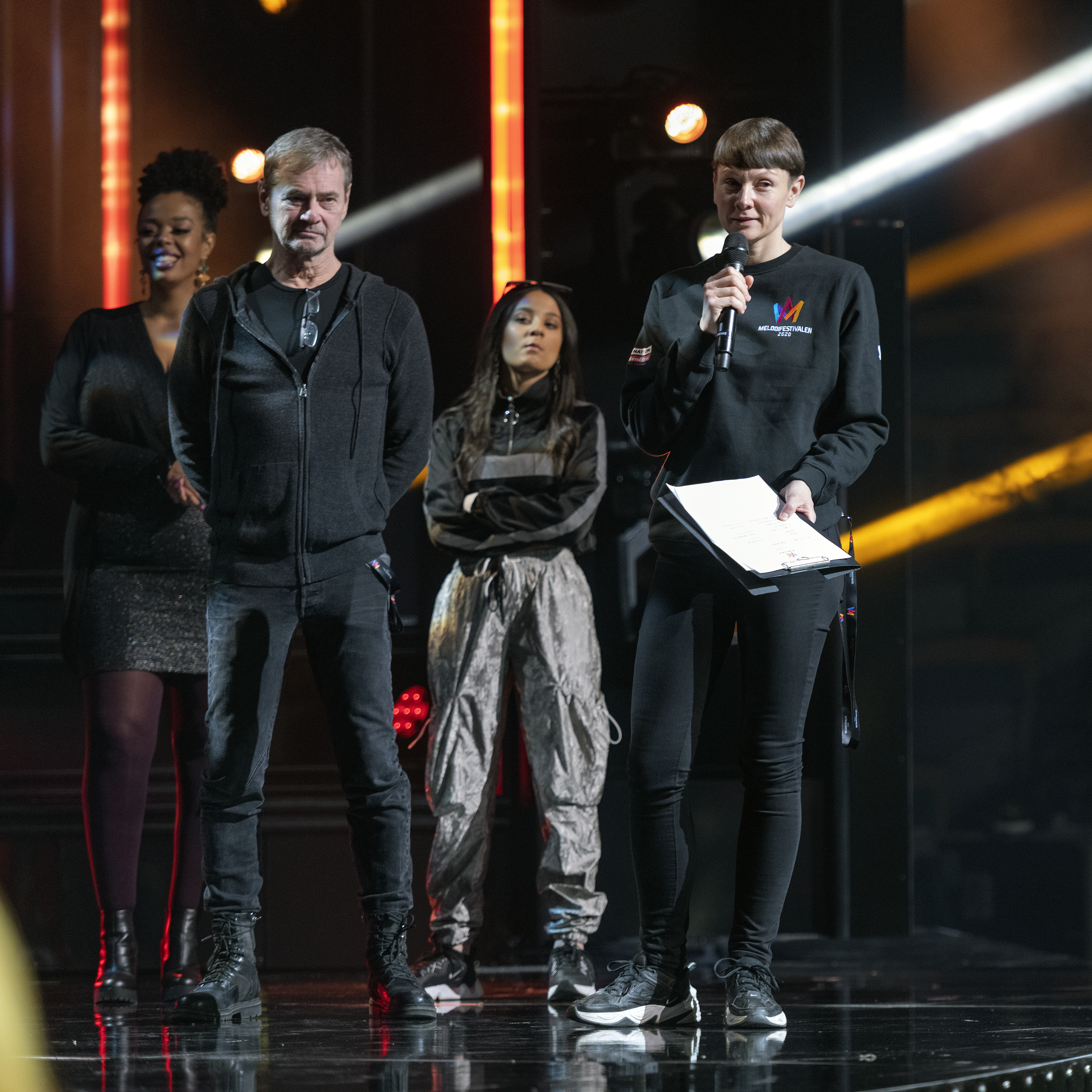
Die Produzenten des Melodifestivalen 2020: Christer Björkman & Karin Gunnarsson

Vom 26. August, 9:00 Uhr bis zum 13. September 2019, 23:59 Uhr hatten Komponisten die Gelegenheit, einen Beitrag beim schwedischen Fernsehen SVT einzureichen. Von diesen werden 28 Beiträge ausgewählt. Die Auswahl erfolgt nach folgendem Auswahlprozess:
- 14 Beiträge werden aus allen eingereichten Beiträgen ausgewählt.
- 13 Beiträge werden auf Einladung von SVT ausgewählt.
- Amanda Aasa erhielt einen Startplatz für das Melodifestivalen 2020.

Wie in den Vorjahren müssen mindestens 50 % aller Beiträge von weiblichen Komponistinnen mitgeschrieben werden.
Am 16. September 2019 gab SVT bekannt, dass für 2020 2545 Lieder eingereicht wurden. Das sind 250 Lieder mehr als noch im Vorjahr.
Eine 15-köpfige Jury wählte aus allen Einsendungen die 28 Beiträge der Sendung aus.
| Name               | Alter | Bekannt als                                                        |
| ------------------ | ----- | ------------------------------------------------------------------ |
| Karin Gunnarsson   | 43    | Juryvorsitzende, stellvertretende Produzentin des Melodifestivalen |
| Miriam Aigbogun    | 20    | Tänzerin                                                           |
| Lisa Arnold        | 31    | Tänzerin                                                           |
| Artur Bagheri      | 21    | Musikjournalist                                                    |
| Michael Cederberg  | 55    | Programmmanager bei Sveriges Radio P4                              |
| Emelie Fjällström  | 32    | Sängerin                                                           |
| Lotta Furebäck     | 52    | Choreografin des Melodifestivalen                                  |
| Rickard Keilor     | 49    | Programmdirektor bei NRJ Sweden                                    |
| Carl-Philip Landin | 28    | Produktionsleiter des Melodifestivalen                             |
| Zhiwar Naeimiakbar | 24    | Logopäde                                                           |
| Linda Nordeman     | 43    | Musikredakteurin bei Sveriges Radio P3                             |
| Sophia Olofsson    | 29    | Chefredakteurin bei Spotify                                        |
| Robert Sehlberg    | 50    | Leiter Musikredaktion NENT Group Radio                             |
| Germund Stenhag    | 50    | Musikredakteur bei Sveriges Radio P4                               |
| Samuel Wiklund     | 31    | Moderator bei SVT Göteborg                                         |

### Bühnendesign
Am 28. Januar 2020 veröffentlichte SVT das Bühnendesign. Bühnendesigner Viktor Brattström orientierte sich am Bühnendesign des Eurovision Song Contests 2020 und entwarf das Design bewusst offen, in Anlehnung an das Motto Open Up (dt. Öffne dich). Die Bühne beinhaltet die größte bespielbare Fläche in der Geschichte des Melodifestivalens. Die Oberflächte besteht aus einem etwa 35 Meter langen Stoff, der von acht Projektoren bespielt wird. Auf eine LED-Wand, wie sie in der Vergangenheit eingesetzt wurde, wird diesmal bewusst verzichtet. Allerdings obliegt es den Interpreten, ob sie diese technische Möglichkeit nutzen, oder eigene LED-Wände für ihren Auftritt nutzen. In diesem Jahr befindet sich der Greenroom nicht in der Arena, sondern in einem Nebenraum des Arenagebäudes außerhalb der Arena. Im Finale wird sich der Greenroom wieder in der Mitte der Arena befinden.

### Moderation
Am 3. September 2019 stellte SVT die drei Moderatoren der Sendung vor. So werden David Sundin, Linnea Henriksson und Lina Hedlund die sechs Sendungen moderieren. David Sundin war 2015 und 2016 am Drehbuch beteiligt und war auch in einigen Sendungen in Rollen verschiedener Figuren zu sehen. Lina Hedlund nahm 2002 und 2003 sowie 2009, 2010 und 2014 mit ihrer Band Alcazar am Melodifestivalen teil. Nachdem sich die Band 2018 aufgelöst hatte, trat sie 2019 erneut als Solokünstlerin an.

## Teilnehmer
Am 26. November 2019 präsentierte SVT alle 28 Teilnehmer des Melodifestivalen 2020 im Rahmen einer speziellen Pressekonferenz.

### Zurückkehrende Interpreten
21 Interpreten kehrten 2020 zum Wettbewerb zurück. Neben Mariette und Frida Öhrn, die 2020 zum vierten Mal am Wettbewerb teilnahm, kehrte auch Linda Bengtzing 2020 zurück und nahm somit zum bereits siebten Mal teil.
Mit Robin Bengtsson, Anna Bergendahl, Nanne Grönvall und Jan Johansen kehrten vier ehemalige Sieger des Melodifestivalen zurück. Zudem kehrten mit The Mamas der Begleitgesang vom letztjährigen Sieger John Lundvik zurück.
Bemerkenswert ist ebenfalls die Teilnahme von Victor Crone, der Estland beim Eurovision Song Contest 2019 vertrat und nun nach 2015 wieder am Melodifestivalen teilnahm. Zudem nahm Loulou Lamotte, Teil von The Mamas, bereits 2013 am Wettbewerb teil, damals als Begleitgesang von Behrang Miri.
| Interpret         | Vorheriges Teilnahmejahr                                                                                     |
| ----------------- | --- |
| Albin Johnsén     | 2016 |
| Alvaro Estrella   | 2014 |
| Anis Don Demina   | 2019 |
| Anna Bergendahl   | 2010, 2019                                                                                                   |
| Dotter            | 2018 |
| Ellen Benediktson | 2014, 2015                                                                                                   |
| Felix Sandman     | 2017 (als Teil der Gruppe FO&O), 2018                                                                        |
| Frida Öhrn        | 2004, 2009, 2013 (als Teil Gruppe Cookies 'N' Beans)                                                         |
| Hanna Ferm        | 2019 |
| Jan Johansen      | 1995, 2001, 2002, 2003                                                                                       |
| Linda Bengtzing   | 2005, 2006, 2008, 2011, 2014, 2016                                                                           |
| Malou Prytz       | 2019 |
| Mariette          | 2015, 2017, 2018                                                                                             |
| Méndez            | 2002, 2003, 2018                                                                                             |
| Mohombi           | 2005 (als Teil der Gruppe Avalon), 2019                                                                      |
| Nanne Grönvall    | 1986 & 1987 (als Teil der Gruppe Sound of Music), 1996 (Als Teil der Gruppe One More Time), 1998, 2005, 2007 |
| Robin Bengtsson   | 2016, 2017                                                                                                   |
| Simon Peyron      | 2014 (als Teil der Gruppe Outrigger)                                                                         |
| Sonja Aldén       | 2006, 2007, 2012                                                                                             |
| The Mamas         | 2019 (Begleitgesang von John Lundvik)                                                                        |
| Thorsten Flinck 1 | 2012 |
| Victor Crone      | 2015 |

*Fett-markierte Teilnahmejahre stehen für Sieger des Melodifestivalen.
Der Komponist Jimmy Jansson ist dieses Mal mit so vielen Beiträgen am Wettbewerb beteiligt, wie kein anderer Komponist. Er ist an insgesamt sechs Beiträge beteiligt. Nie zuvor schrieb ein Komponist in einem Jahr so viele Beiträge für das Melodifestivalen. Thomas G:son, der für vier Beiträge verantwortlich ist, schrieb gemeinsam mit Jimmy Jansson und Peter Boström, mit dem er das Lied Euphoria komponierte, ein Lied für Malou Prytz.

## P4 Nästa 2019
Vom 1. März bis 1. April 2019 hatten Komponisten die Gelegenheit, einen Beitrag beim schwedischen Radio SR einzureichen. Jede P4 Lokalstation wählte zwischen dem 15. Mai und dem 27. Juli 2019 in einem lokalen Selektionsprozess einen Kandidaten aus. Sveriges Radio stellte dann eine Jury zusammen, die aus allen Gewinnern acht Interpreten auswählte, die am Finale des P4 Nästa am 24. August 2019 teilnehmen werden. Am 27. Mai 2019 wurden Titti Schultz und Josefin Johansson als Moderatorinnen vorgestellt.

### Lokale Vorentscheidungen
Ab dem 15. Mai 2019 veranstalteten die Lokalradiostationen von P4 eigene lokale Vorentscheidungen. P4 Västernorrland wählte als erste Lokalradiostation ihren Beitrag aus, P4 Sörmland wählte am 27. Juli 2019 den letzten der 25 Beiträge aus. In jedem lokalen Vorentscheid traten fünf Interpreten mit einem eigenen Lied gegeneinander an. Eine Jury und die Zuschauer bestimmten den Gewinner zur Hälfte.
| Interpret           | Lied Musik (M) und Text (T) | Sprache    | Übersetzung (Inoffiziell)                | P4 Nästa 2019        | P4 Nästa 2019 | P4 Nästa 2019                    |
| Interpret           | Lied Musik (M) und Text (T) | Sprache    | Übersetzung (Inoffiziell)                | Lokalradiostation P4 | Datum         | Austragungsort                   |
| ------------------- | --- | ---------- | ---------------------------------------- | -------------------- | ------------- | -------------------------------- |
| Hildur Höglind      | Further Apart M/T: David Alexander Lomelino, Hildur Höglind, Joakim Budee                                                                                   | Englisch   | Weiter auseinander                       | P4 Blekinge          | 19. Juli 2019 | Östersjöfestivalen, Karlshamn    |
| Vilma Flood         | Hands Of Fate M/T: Linus Hasselberg | Englisch   | Hände des Schicksals                     | P4 Dalarna           | 11. Juni 2019 | Säterdalens Folkpark, Säter      |
| Linn Wikblad        | Better M/T: Linn Wikblad, Steve Motion | Englisch   | Besser                                   | P4 Gävleborg         | 10. Juli 2019 | Stortorget, Gävle                |
| Valter Nilsson      | Friday Night Lights M/T: Valter Nilsson | Englisch   | Die Lichter der Freitagnacht             | P4 Göteborg          | 13. Juni 2019 | Radiohuset, Göteborg             |
| Lazy Afternoon      | Make Love Real M/T: Christina Säfsten | Englisch   | Liebe echt machen                        | P4 Gotland           | 31. Mai 2019  | Radiohuset, Visby                |
| Gjenita             | Got You On My Mind M/T: Jens Classon, Benjamin Önnhedm, Gjenita Bekteshi                                                                                    | Englisch   | Du bist in meinen Gedanken               | P4 Halland           | 6. Juni 2019  | Apple Bay Day, Varberg           |
| Tova Glyt           | No Ordinary Girl M/T: Tova Glyt | Englisch   | Kein gewöhnliches Mädchen                | P4 Jämtland          | 17. Mai 2019  | Gamla Teatern, Östersund         |
| Faith Kakembo       | Through Fire And Rain M/T: Johannes Häger | Englisch   | Durch Feuer und Regen                    | P4 Jönköping         | 24. Mai 2019  | Torget, Vetlanda                 |
| Max Jeansson        | Vi gör ingenting M/T: Max Jeansson | Schwedisch | Wir machen nichts                        | P4 Kalmar            | 4. Juli 2019  | Lilla torget, Oskarshamn         |
| Zara & Jessica      | Dansar med vinden M/T: Ylva Persson, Linda Persson, Niklas Bergqvist, Simon Johansson, Jessica Wetterstrand Sjöberg, Zara Kronvall Sigfridsson, Dan Sjöberg | Schwedisch | Mit dem Wind tanzen                      | P4 Kristianstad      | 5. Juni 2019  | Tivoliparken, Kristianstad       |
| Tim Lööv            | All I Need Is You M/T: Tim Lööv | Englisch   | Alles was ich brauche bist Du            | P4 Kronoberg         | 3. Juli 2019  | Linné-Park, Växjö                |
| Josephine Hansson   | Om du var min M/T: David Fremberg, Josephine Hansson | Schwedisch | Wenn Du meins wärst                      | P4 Malmöhus          | 29. Mai 2019  | Palladium, Malmö                 |
| Julma               | Om du bara hade lyssnat M/T: Peter Fredriksson | Schwedisch | Wenn Du nur zugehört hättest             | P4 Norrbotten        | 22. Mai 2019  | Ebeneser, Luleå                  |
| Grass               | Animal M/T: Sam Alaish, Sebastian Öster | Englisch   | Tier                                     | P4 Örebro            | 7. Juni 2019  | Stortorget, Örebro               |
| Bürner              | Hey-Hey M/T: Björn Olsson, Janne Andersson, Mats Turesson                                                                                                   | Englisch   | Hallo-Hallo                              | P4 Östergötland      | 11. Juni 2019 | Ödeshögs Folkets Park, Ödeshög   |
| Hugo Andersson      | Lovenote M/T: Hugo Andersson, Rasmus Gustafsson | Englisch   | Liebesbrief                              | P4 Sjuhärad          | 4. Juli 2019  | Stora torget, Borås              |
| Browsing Collection | Oh No M: Moa Lenngren, Carolina Karlsson, Mimi Brander, Nora Lenngren; T: Moa Lenngren                                                                      | Englisch   | Oh Nein                                  | P4 Skaraborg         | 28. Juni 2019 | Torget, Vara                     |
| SOFIAA              | Andas M/T: Joel Gustafsson, Sofia Sjöö | Schwedisch | Atmen                                    | P4 Stockholm         | 14. Juni 2019 | Studio 4 (Radiohuset), Stockholm |
| Cavalane            | Mine M/T: Cavalane | Englisch   | Mein                                     | P4 Sörmland          | 27. Juli 2019 | Malmköpings Marknad, Malmköping  |
| Frida Braxell       | Jag skall bara älska dig en liten stund M/T: Frida Braxell                                                                                                  | Schwedisch | Ich werde dich nur für eine Weile lieben | P4 Uppland           | 12. Juni 2019 | Gottsunda Dans & Teater, Uppsala |
| Zulueta             | King of the Ocean M: Zulueta; T: Benjamin Edman | Englisch   | König des Ozeans                         | P4 Värmland          | 8. Juni 2019  | Sandgrundsudden, Karlstad        |
| Theo Blixth         | Smile M/T: Theo Blixth | Englisch   | Lächeln                                  | P4 Väst              | 8. Juni 2019  | Aqua Blå-festivalen, Vänersborg  |
| MAYA                | Nej M/T: Maya Arctaedius | Schwedisch | Nein                                     | P4 Västerbotten      | 18. Juni 2019 | Döbelns park, Umeå               |
| Amanda Aasa         | Gå hem M/T: Erik Grahn, Siri Jansson, Amanda Aasa Dernbrant                                                                                                 | Schwedisch | Geh nach Hause                           | P4 Västernorrland    | 15. Mai 2019  | Babelsberg, Kramfors             |
| Moving to Ashbury   | Out of Control M/T: Mathias Helsing Andersson, Elias Glad                                                                                                   | Englisch   | Außer Kontrolle                          | P4 Västmanland       | 28. Juni 2019 | Västerås Cityfestival, Västerås  |

### Finale
In der ersten Runde präsentieren alle acht Interpreten ihre Lieder. In der anschließenden Abstimmungsphase stimmen eine Jury und die Zuschauer zu gleichen Teilen ab.
Die Jury bestand aus der P4-Musikredakteuren Germund Stenhag und Rita Jernquist, der schwedischen Opern- und P4-Musikprogrammleitung Carolina Norén, der Produzentin des Melodifestivalen Karin Gunnarsson, dem Programmdirektor Michael Cederberg und dem Juryvorsitzenden Maths Broborg.
| Platz | Startnr. | Interpret           | Lied Musik (M) und Text (T)                                                               | Sprache    | Übersetzung (Inoffiziell)     | Lokalradiostation P4 | Jury Platz |
| ----- | -------- | ------------------- | ----------------------------------------------------------------------------------------- | ---------- | ----------------------------- | -------------------- | ---------- |
| 1./2. | 4        | Amanda Aasa         | Gå hem M/T: Erik Grahn, Siri Jansson, Amanda Aasa Dernbrant                               | Schwedisch | Geh nach Hause                | P4 Västernorrland    | 1.         |
| 1./2. | 7        | Tim Lööv            | All I Need Is You M/T: Tim Lööv                                                           | Englisch   | Alles was ich brauche bist Du | P4 Kronoberg         | 5.         |
| –     | 1        | Faith Kakembo       | Through Fire And Rain M/T: Johannes Häger                                                 | Englisch   | Durch Feuer und Regen         | P4 Jönköping         | 2.         |
| –     | 2        | Hildur Höglind      | Further Apart M/T: David Alexander Lomelino, Hildur Höglind, Joakim Budee                 | Englisch   | Weiter auseinander            | P4 Blekinge          | 7.         |
| –     | 3        | Hugo Andersson      | Lovenote M/T: Hugo Andersson, Rasmus Gustafsson                                           | Englisch   | Liebesbrief                   | P4 Sjuhärad          | 7.         |
| –     | 5        | Zulueta             | King of the Ocean M: Zulueta; T: Benjamin Edman                                           | Englisch   | König des Ozeans              | P4 Värmland          | 4.         |
| –     | 6        | Tova Glyt           | No Ordinary Girl M/T: Tova Glyt                                                           | Englisch   | Kein gewöhnliches Mädchen     | P4 Jämtland          | 8.         |
| –     | 8        | Browsing Collection | Oh No M: Moa Lenngren, Carolina Karlsson, Mimi Brander och Nora Lenngren; T: Moa Lenngren | Englisch   | Oh Nein                       | P4 Skaraborg         | 3.         |

 Kandidat hat sich für das Finale qualifiziert.
Die zwei Kandidaten mit den meisten Stimme qualifizierten sich für eine finale Runde, in der die Zuschauer zu 100 % entschieden haben. Dort setzte sich Tim Lööv durch. Dennoch entschied sich die Jury gegen Lööv. Stattdessen erhielt Amanda Aasa einen Startplatz für das Melodifestivalen 2020.
| Platz | Interpret   | Lied Musik (M) und Text (T)                                 | Sprache    | Übersetzung (Inoffiziell)     | Lokalradiostation P4 |
| ----- | ----------- | ----------------------------------------------------------- | ---------- | ----------------------------- | -------------------- |
| 1.    | Tim Lööv    | All I Need Is You M/T: Tim Lööv                             | Englisch   | Alles was ich brauche bist Du | P4 Kronoberg         |
| 2.    | Amanda Aasa | Gå hem M/T: Erik Grahn, Siri Jansson, Amanda Aasa Dernbrant | Schwedisch | Geh nach Hause                | P4 Västernorrland    |

## Halbfinale

### Erstes Halbfinale

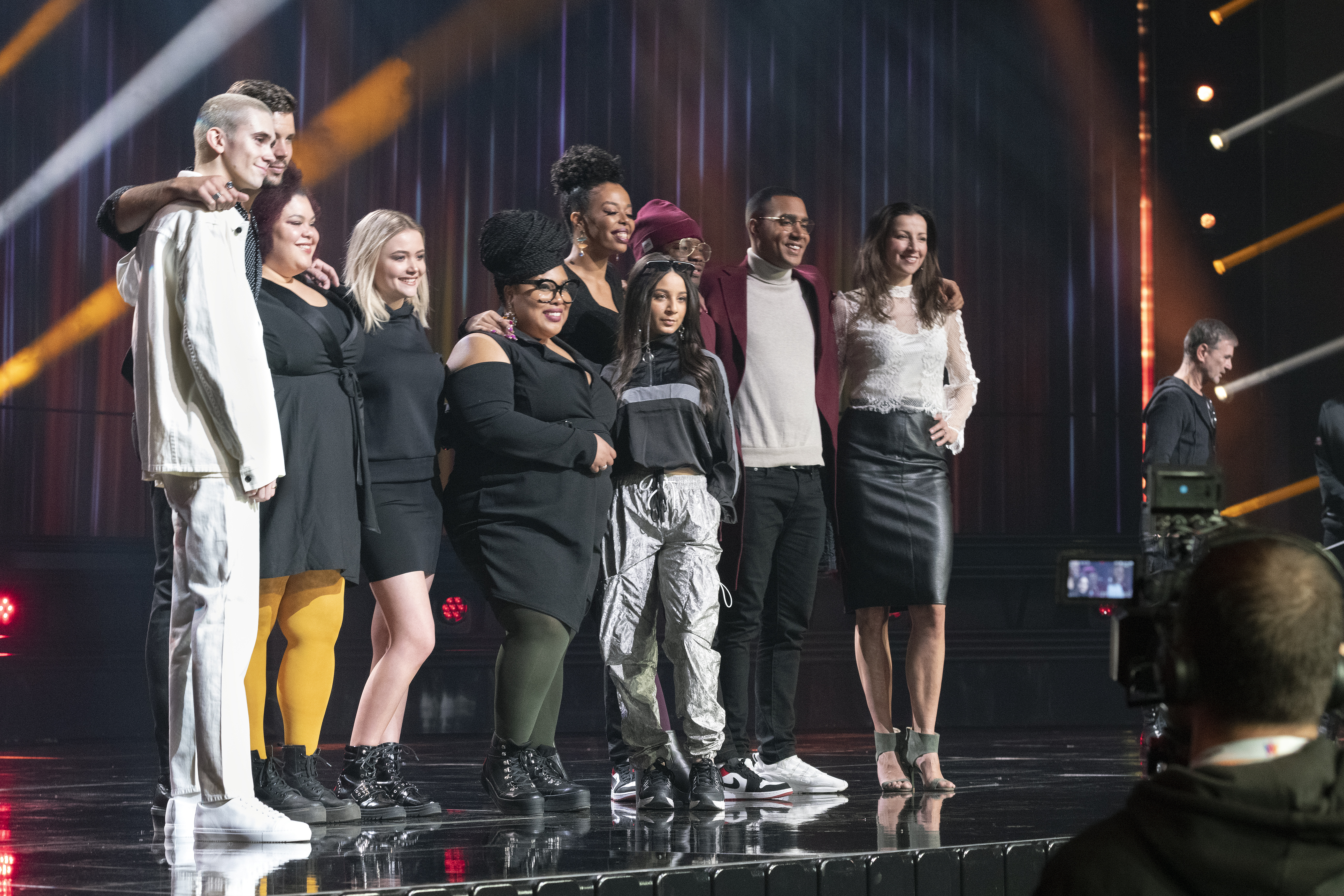
Die Teilnehmer des ersten Halbfinals

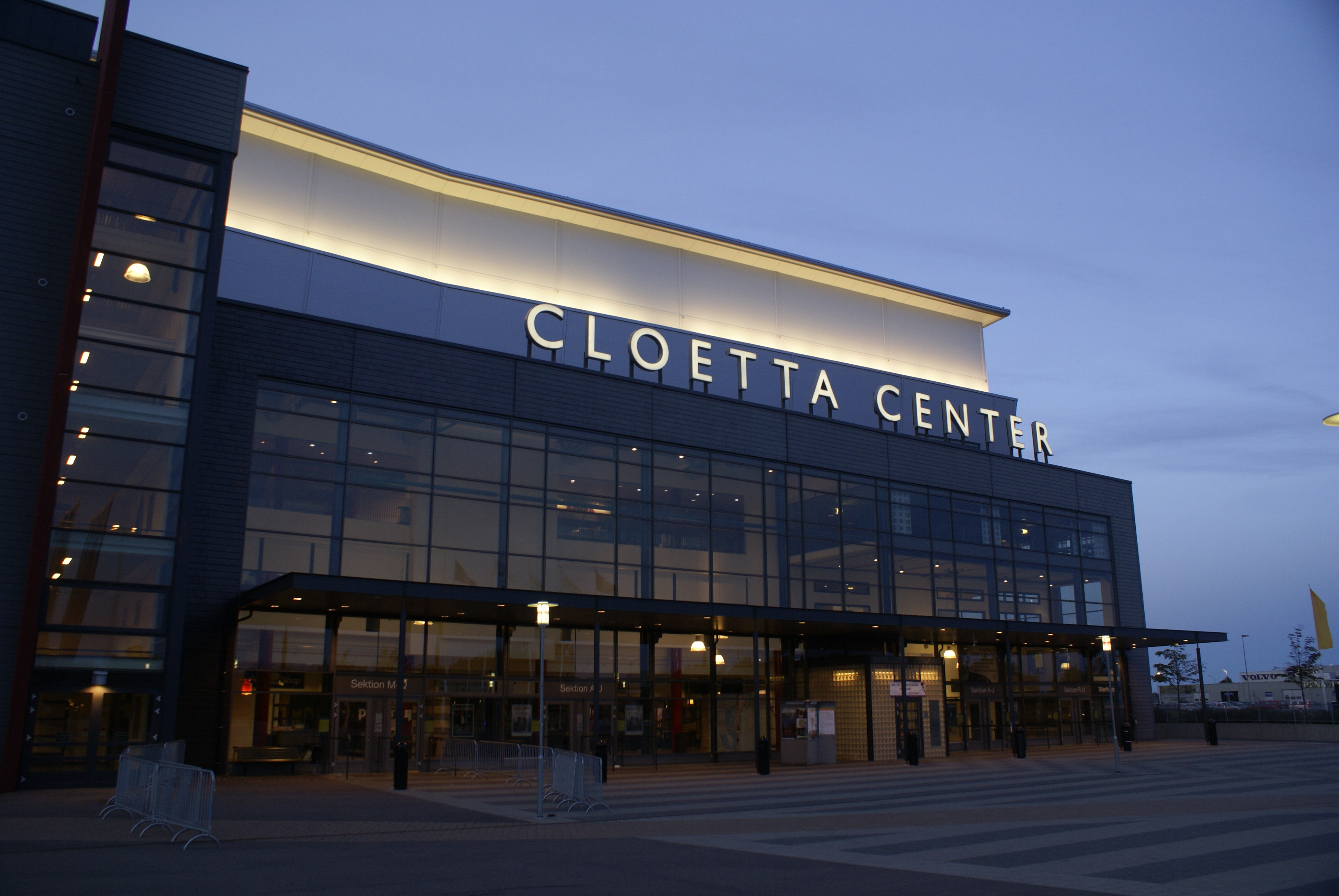
Saab Arena

Das erste Halbfinale (Deltävling 1) fand am 1. Februar 2020 um 20:00 Uhr (MEZ) in der Saab Arena in Linköping statt. Die drei Moderatoren Lina Hedlund, David Sundin und Linnea Henriksson eröffneten die Sendung mit dem Titel Melloland. Während der Abstimmungsphase sangen sie gemeinsam mit ehemaligen Teilnehmer des Melodifestivalens. Linnea Henriksson sang das Lied Se på mig mit Jan Johansen, Lina Hedlund sang zusammen mit Lili & Susie das Lied Okey, okey! und David Sundin gemeinsam mit dem Komiker Sean Banan Sean Den Förste Banan.
Robin Bengtsson qualifizierte sich bei seiner dritten Teilnahme wieder direkt für das Finale. Dies gelang vor ihm nur sieben weitere Interpreten. 2.835.000 Zuschauer verfolgten das erste Halbfinale und damit etwa 211.00 weniger als noch im vergangenen Jahr. Rund 75 Prozent aller Fernsehzuschauer in Schweden sahen das erste Halbfinale. 520.000 Zuschauer sahen die Sendung über den Streaming-Dienst SVT Play 502.404 Zuschauer stimmten im ersten Halbfinale ab. Dies ist die zweithöchste jemals gemessene Zahl an Zuschauern, die sich an der Abstimmung in einem Halbfinale beteiligten.
| Platz | Startnr. | Interpret       | Lied Musik (M) und Text (T)                                                                                     | Sprache              | Übersetzung (Inoffiziell) | Zuschauerstimmen (Televoting & App) | Zuschauerstimmen (Televoting & App) | Zuschauerstimmen (Televoting & App) | Bild            |
| Platz | Startnr. | Interpret       | Lied Musik (M) und Text (T)                                                                                     | Sprache              | Übersetzung (Inoffiziell) | Stimmen                             | %                                   | Punkte                              | Bild            |
| ----- | -------- | --------------- | --- | -------------------- | ------------------------- | ----------------------------------- | ----------------------------------- | ----------------------------------- | --------------- |
| 1.    | 1        | The Mamas       | Move M/T: Melanie Wehbe, Patrik Jean, Herman Gardarfve                                                          | Englisch             | Bewegen                   | 1.370.798                           | 20,33 %                             | 86                                  | The Mamas       |
| 2.    | 3        | Robin Bengtsson | Take A Chance M/T: Jimmy Jansson, Karl-Frederik Reichhardt, Marcus Winther-John                                 | Englisch             | Nutze die Gelegenheit     | 1.267.149                           | 18,79 %                             | 84                                  | Robin Bengtsson |
| 3.    | 4        | Malou Prytz     | Ballerina M/T: Thomas G:son, Peter Boström, Jimmy Jansson                                                       | Englisch             | Ballerina                 | 1.146.797                           | 17,00 %                             | 58                                  | Malou Prytz     |
| 4.    | 7        | Felix Sandman   | Boys With Emotions M/T: Tony Ferrari, Parker James, Peter Thomas, Philip Bentley, Nicki Adamsson, Felix Sandman | Englisch             | Jungs mit Gefühlen        | 1.080.040                           | 16,02 %                             | 52                                  | Felix Sandman   |
| 5.    | 6        | Sonja Aldén     | Sluta aldrig gå M/T: Bobby Ljunggren, David Lindgren Zacharias, Sonja Aldén                                     | Schwedisch           | Höre nie auf zu gehen     | 0661.376                            | 09,81 %                             | 32                                  | Sonja Aldén     |
| 6.    | 5        | OVÖ             | Inga problem M/T: Nicholas Frandsen, Lukas Nathanson, Jean-Willy Akofely, Nickie Osenius Kouakou                | Schwedisch           | Keine Probleme            | 0633.485                            | 09,40 %                             | 19                                  | OVÖ             |
| 7.    | 2        | Suzi P          | Moves M/T: Joy Deb, Suzi Pancekov, Aniela Eklund, Malou Ruotsalainen, Chanel Tukia, Kenny Silverdique           | Schwedisch, Englisch | Bewegungen                | 0582.520                            | 08,64 %                             | 13                                  | Suzi P          |

 Kandidat hat sich für das Finale qualifiziert.
 Kandidat hat sich für die Andra Chansen qualifiziert.

#### Detaillierte Zuschauerstimmen (Erstes Halbfinale)
| Startnr. | Interpret       | 3–9 Jahre | 3–9 Jahre | 10–15 Jahre | 10–15 Jahre | 16–29 Jahre | 16–29 Jahre | 30–44 Jahre | 30–44 Jahre | 45–59 Jahre | 45–59 Jahre | 60–74 Jahre | 60–74 Jahre | ab 75 Jahren | ab 75 Jahren | Televoting | Televoting | Gesamt |
| Startnr. | Interpret       | Platz     | Punkte    | Platz       | Punkte      | Platz       | Punkte      | Platz       | Punkte      | Platz       | Punkte      | Platz       | Punkte      | Platz        | Punkte       | Platz      | Punkte     | Gesamt |
| -------- | --------------- | --------- | --------- | ----------- | ----------- | ----------- | ----------- | ----------- | ----------- | ----------- | ----------- | ----------- | ----------- | ------------ | ------------ | ---------- | ---------- | ------ |
| 1        | The Mamas       | 4.        | 6         | 1.          | 12          | 1.          | 12          | 1.          | 12          | 1.          | 12          | 2.          | 10          | 2.           | 10           | 1.         | 12         | 86     |
| 2        | Suzi P          | 5.        | 4         | 6.          | 2           | 7.          | 1           | 7.          | 1           | 7.          | 1           | 6.          | 2           | 7.           | 1            | 7.         | 1          | 13     |
| 3        | Robin Bengtsson | 1.        | 12        | 2.          | 10          | 3.          | 8           | 2.          | 10          | 2.          | 10          | 1.          | 12          | 1.           | 12           | 2.         | 10         | 84     |
| 4        | Malou Prytz     | 2.        | 10        | 3.          | 8           | 4.          | 6           | 3.          | 8           | 3.          | 8           | 5.          | 4           | 3.           | 8            | 4.         | 6          | 58     |
| 5        | OVÖ             | 6.        | 2         | 5.          | 4           | 5.          | 4           | 6.          | 2           | 6.          | 2           | 7.          | 1           | 6.           | 2            | 6.         | 2          | 19     |
| 6        | Sonja Aldén     | 7.        | 1         | 7.          | 1           | 6.          | 2           | 5.          | 4           | 5.          | 4           | 3.          | 8           | 5.           | 4            | 3.         | 8          | 32     |
| 7        | Felix Sandman   | 3.        | 8         | 4.          | 6           | 2.          | 10          | 4.          | 6           | 4.          | 6           | 4.          | 6           | 4.           | 6            | 5.         | 4          | 52     |

### Zweites Halbfinale

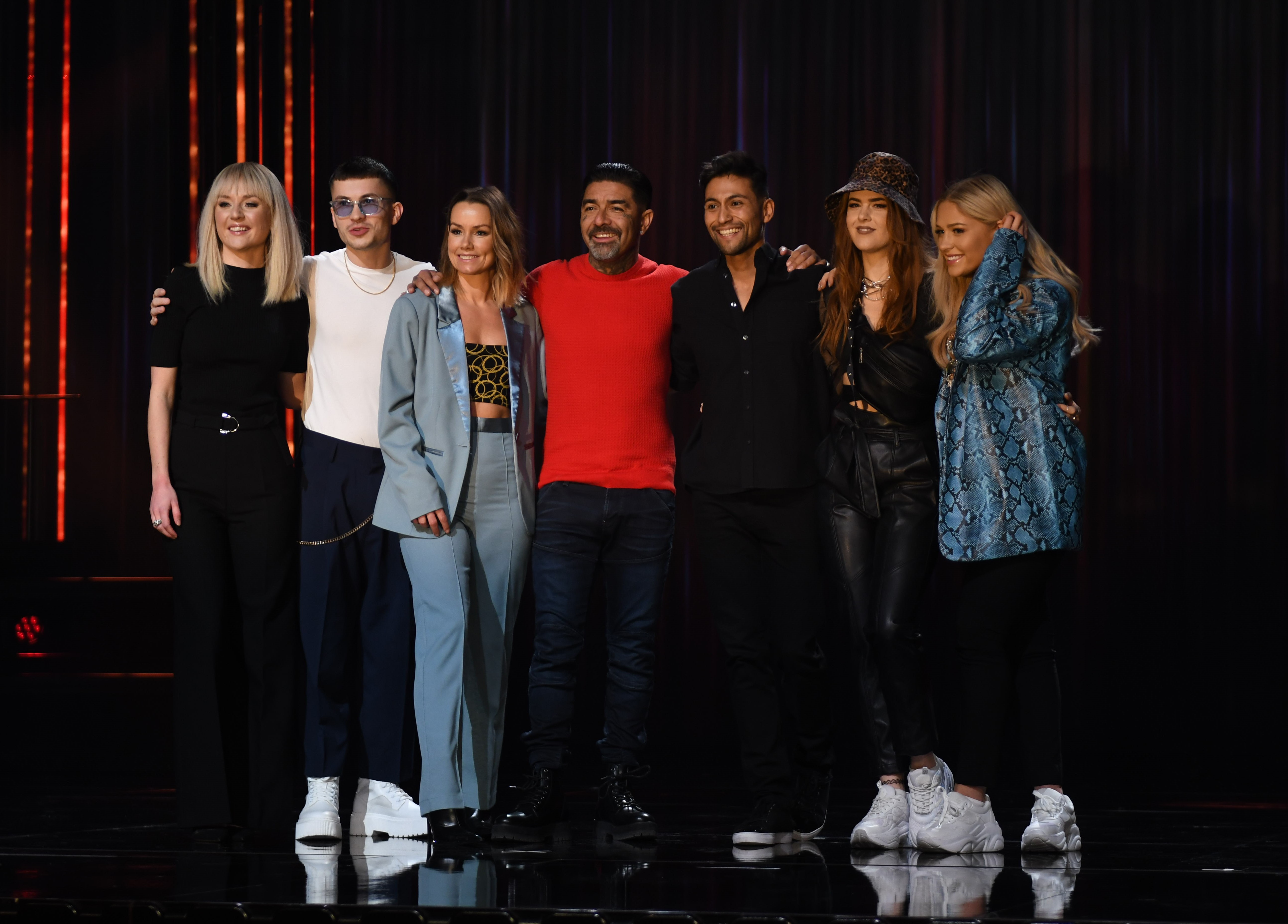
Die Teilnehmer des zweiten Halbfinals

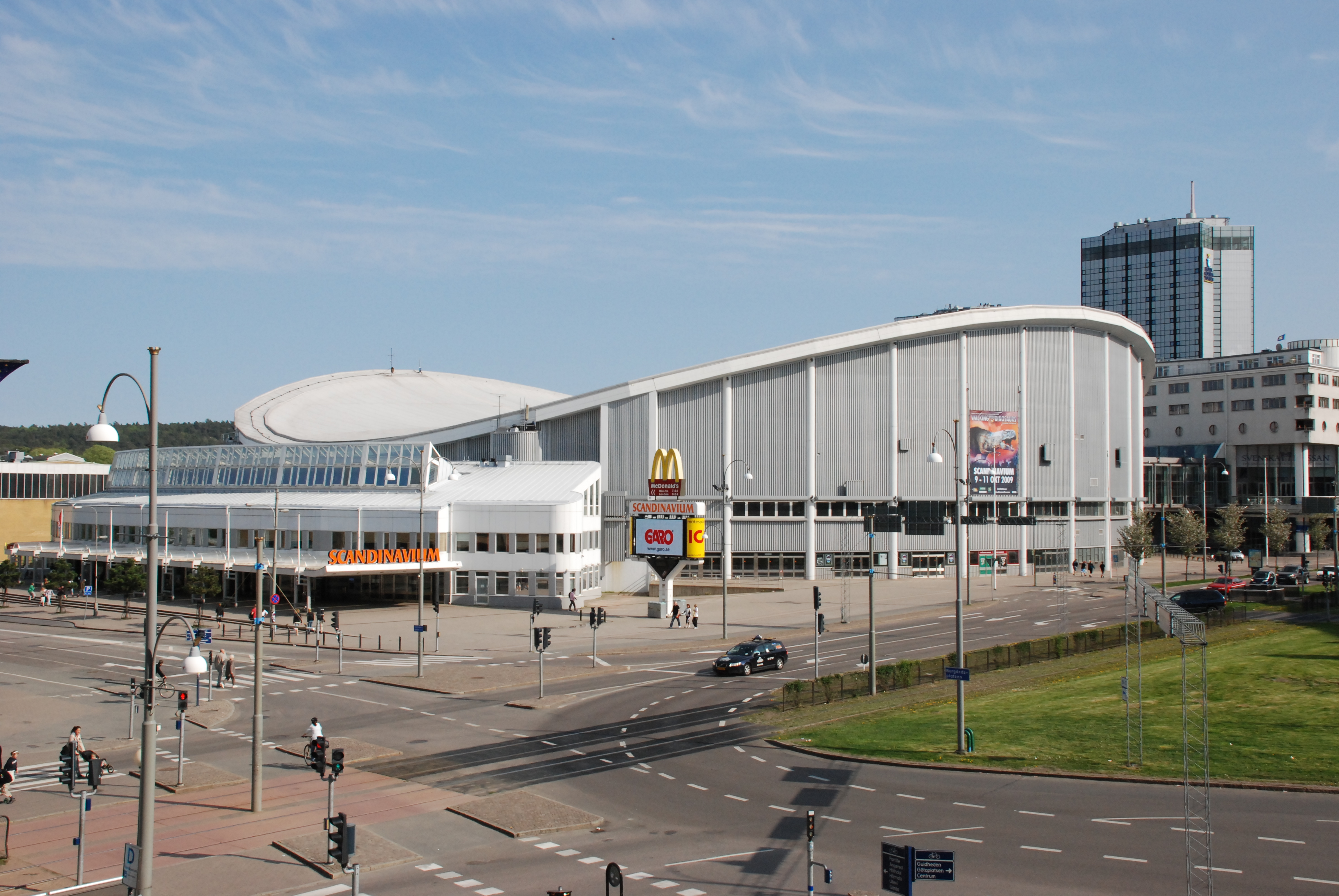
Scandinavium

Das zweite Halbfinale (Deltävling 2) fand am 8. Februar 2020 um 20:00 Uhr (MEZ) im Scandinavium in Göteborg statt. Mit Anna Bergendahl und Dotter qualifizierten sich zum ersten Mal seit 2009 wieder zwei weibliche Interpretinnen gleichzeitig für das Finale des Melodifestivalens. 488.708 Zuschauer stimmten im zweiten Halbfinale ab. 2.706.000 Zuschauer verfolgten das zweite Halbfinale auf SVT1. Ungefähr 200.000 Zuschauer weniger als im vergangenen Jahr.
Am 2. Februar 2020 verkündete SVT, dass Thorsten Flinck wegen laufender strafrechtlicher Ermittlungen nicht am Wettbewerb teilnehmen wird. Er wurde durch Jan Johansen ersetzt, der Schweden beim Eurovision Song Contest 1995 vertrat. Er schied mit dem Lied Miraklernas tid auf dem siebten Platz aus dem Wettbewerb aus.
| Platz | Startnr. | Interpret                    | Lied Musik (M) und Text (T)                                                          | Sprache            | Übersetzung (Inoffiziell) | Zuschauerstimmen (Televoting & App) | Zuschauerstimmen (Televoting & App) | Zuschauerstimmen (Televoting & App) | Bild                         |
| Platz | Startnr. | Interpret                    | Lied Musik (M) und Text (T)                                                          | Sprache            | Übersetzung (Inoffiziell) | Stimmen                             | %                                   | Punkte                              | Bild                         |
| ----- | -------- | ---------------------------- | ------------------------------------------------------------------------------------ | ------------------ | ------------------------- | ----------------------------------- | ----------------------------------- | ----------------------------------- | ---------------------------- |
| 1.    | 7        | Anna Bergendahl              | Kingdom Come M/T: Bobby Ljunggren, Thomas G:son, Erik Bernholm, Anna Bergendahl      | Englisch           | Das Jenseits              | 1.140.812                           | 17,36 %                             | 76                                  | Anna Bergendahl              |
| 2.    | 3        | Dotter                       | Bulletproof M/T: Dino Medanhodzic, Johanna Jansson, Erik Dahlqvist                   | Englisch           | Kugelsicher               | 1.160.616                           | 17,66 %                             | 74                                  | Dotter                       |
| 3.    | 4        | Méndez feat. Álvaro Estrella | Vamos Amigos M/T: Palle Hammarlund, Jimmy Jansson, Jakke Erixson, Leo Mendez         | Spanisch, Englisch | –                         | 1.070.755                           | 16,29 %                             | 66                                  | Méndez feat. Álvaro Estrella |
| 4.    | 6        | Paul Rey                     | Talking in My Sleep M/T: Paul Rey, Lukas Hällgren, Alexander Standal Pavelich        | Englisch           | In meinem Schlaf sprechen | 1.029.652                           | 15,67 %                             | 62                                  | Paul Rey                     |
| 5.    | 1        | Klara Hammarström            | Nobody M/T: Erik Smaaland, Palle Hammarlund, Klara Hammarström                       | Englisch           | Niemand                   | 0951.815                            | 14,48 %                             | 40                                  | Klara Hammarström            |
| 6.    | 5        | Linda Bengtzing              | Alla mina sorger M/T: Yvonne Dahlbom, Jesper Welander, Adam Jönsson, Linda Bengtzing | Schwedisch         | Alle meine Sorgen         | 0717.043                            | 10,91 %                             | 18                                  | Linda Bengtzing              |
| 7.    | 2        | Jan Johansen                 | Miraklernas tid M/T: Thomas G:son                                                    | Schwedisch         | Die Zeit der Wunder       | 0501.335                            | 07,63 %                             | 08                                  | Jan Johansen                 |

 Kandidat hat sich für das Finale qualifiziert.
 Kandidat hat sich für die Andra Chansen qualifiziert.

#### Detaillierte Zuschauerstimmen (Zweites Halbfinale)
| Startnr. | Interpret                    | 3–9 Jahre | 3–9 Jahre | 10–15 Jahre | 10–15 Jahre | 16–29 Jahre | 16–29 Jahre | 30–44 Jahre | 30–44 Jahre | 45–59 Jahre | 45–59 Jahre | 60–74 Jahre | 60–74 Jahre | ab 75 Jahren | ab 75 Jahren | Televoting | Televoting | Gesamt |
| Startnr. | Interpret                    | Platz     | Punkte    | Platz       | Punkte      | Platz       | Punkte      | Platz       | Punkte      | Platz       | Punkte      | Platz       | Punkte      | Platz        | Punkte       | Platz      | Punkte     | Gesamt |
| -------- | ---------------------------- | --------- | --------- | ----------- | ----------- | ----------- | ----------- | ----------- | ----------- | ----------- | ----------- | ----------- | ----------- | ------------ | ------------ | ---------- | ---------- | ------ |
| 1        | Klara Hammarström            | 2.        | 10        | 3.          | 8           | 5.          | 4           | 5.          | 4           | 5.          | 4           | 6.          | 2           | 5.           | 4            | 5.         | 4          | 40     |
| 2        | Jan Johansen                 | 7.        | 1         | 7.          | 1           | 7.          | 1           | 7.          | 1           | 7.          | 1           | 7.          | 1           | 7.           | 1            | 7.         | 1          | 08     |
| 3        | Dotter                       | 3.        | 8         | 1.          | 12          | 2.          | 10          | 2.          | 10          | 2.          | 10          | 4.          | 6           | 3.           | 8            | 2.         | 10         | 74     |
| 4        | Méndez feat. Álvaro Estrella | 1.        | 12        | 2.          | 10          | 3.          | 8           | 3.          | 8           | 3.          | 8           | 3.          | 8           | 4.           | 6            | 4.         | 6          | 66     |
| 5        | Linda Bengtzing              | 6.        | 2         | 6.          | 2           | 6.          | 2           | 6.          | 2           | 6.          | 2           | 5.          | 4           | 6.           | 2            | 6.         | 2          | 18     |
| 6        | Paul Rey                     | 5.        | 4         | 4.          | 6           | 1.          | 12          | 4           | 6.          | 4.          | 6           | 2.          | 10          | 2.           | 10           | 3.         | 8          | 62     |
| 7        | Anna Bergendahl              | 4.        | 6         | 5.          | 4           | 4.          | 6           | 1.          | 12          | 1.          | 12          | 1.          | 12          | 1.           | 12           | 1.         | 12         | 76     |

### Drittes Halbfinale

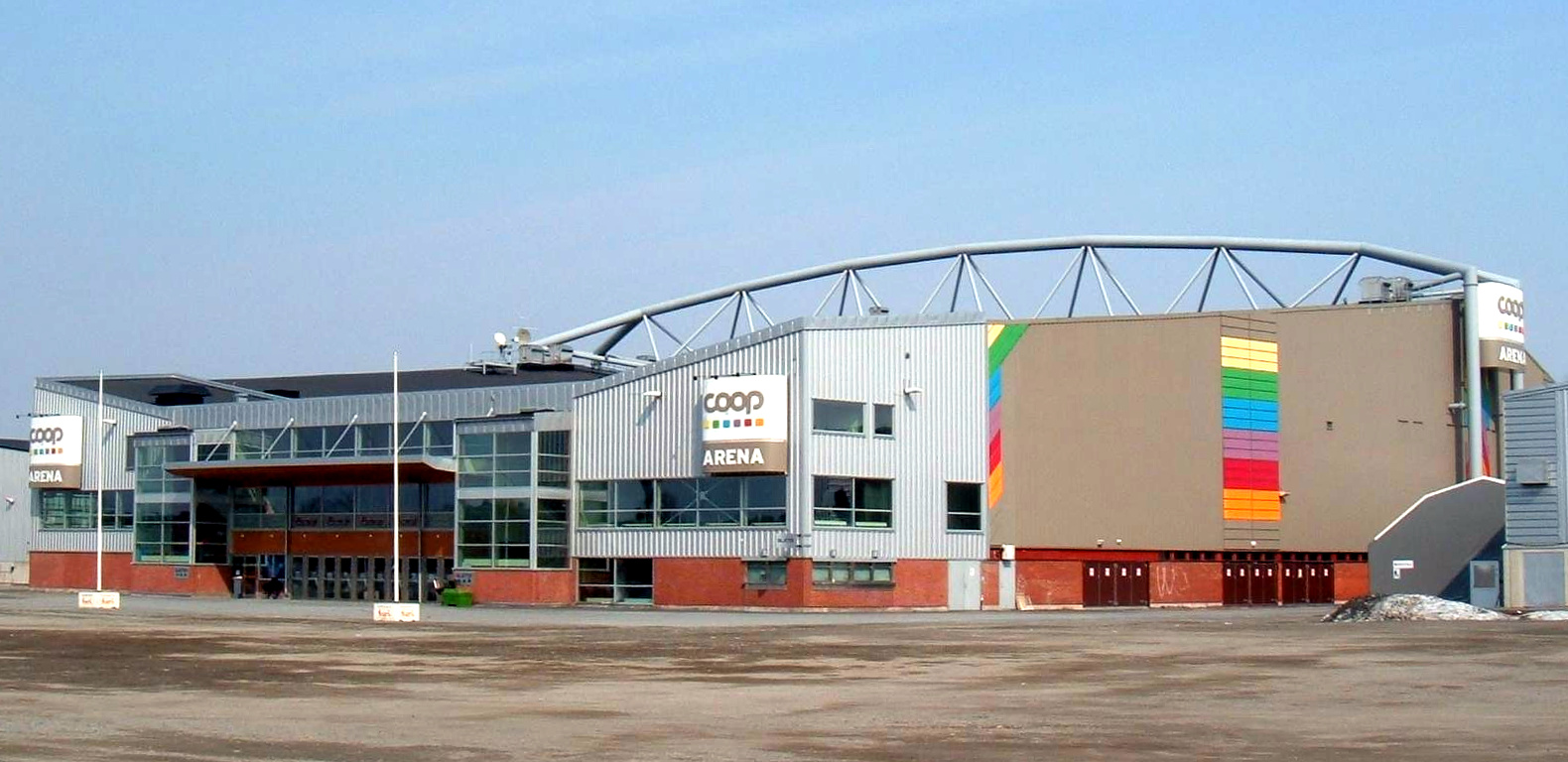
Coop Norrbotten Arena

Das dritte Halbfinale (Deltävling 3) fand am 15. Februar 2020 um 20:00 Uhr (MEZ) in der Coop Norrbotten Arena in Luleå statt. Luleå ist der nördlichste Austragungsort des diesjährigen Melodifestivalens und nach Kiruna der zweitnördlichste Austragungsort überhaupt. Vier der sieben Lieder sind in der Schwedischen Sprache geschrieben. Dies war zuletzt im zweiten Halbfinale des Melodifestivalens 2018 der Fall.
Mariette qualifizierte sich bei ihrer vierten Teilnahme wieder direkt für das Finale. Dies ist zuvor noch keinem anderen Interpreten gelungen. 473.915 Zuschauer stimmten im dritten Halbfinale ab. 2.645.000 Zuschauer verfolgten das dritte Halbfinale.
| Platz | Startnr. | Interpret       | Lied Musik (M) und Text (T)                                                                   | Sprache              | Übersetzung (Inoffiziell) | Zuschauerstimmen (Televoting & App) | Zuschauerstimmen (Televoting & App) | Zuschauerstimmen (Televoting & App) | Bild            |
| Platz | Startnr. | Interpret       | Lied Musik (M) und Text (T)                                                                   | Sprache              | Übersetzung (Inoffiziell) | Stimmen                             | %                                   | Punkte                              | Bild            |
| ----- | -------- | --------------- | --------------------------------------------------------------------------------------------- | -------------------- | ------------------------- | ----------------------------------- | ----------------------------------- | ----------------------------------- | --------------- |
| 1.    | 1        | Mariette        | Shout It Out M/T: Thomas G:son, Cassandra Ströberg, Alex Shield, Mariette Hansson             | Englisch             | Schreie es hinaus         | 1.215.521                           | 20,21 %                             | 88                                  |                 |
| 2.    | 7        | Mohombi         | Winners M/T: Jimmy Jansson, Mohombi, Palle Hammarlund                                         | Englisch             | Gewinner                  | 1.031.906                           | 17,15 %                             | 62                                  |                 |
| 3.    | 5        | Anis Don Demina | Vem e som oss M/T: Anderz Wrethov, Johanna Elkesdotter Wrethov, Anis Don Demina, Robin Svensk | Schwedisch, Englisch | Wer ist wie wir           | 1.107.528                           | 18,41 %                             | 60                                  | Anis don Demina |
| 4.    | 3        | Drängarna       | Piga & dräng M/T: Anders Wigelius, Robert Norberg, Jimmy Jansson                              | Schwedisch           | Mädchen & Junge           | 0921.811                            | 15,32 %                             | 56                                  | Drängarna       |
| 5.    | 6        | Faith Kakembo   | Crying Rivers M/T: Jörgen Elofsson, Liz Rodrigues                                             | Englisch             | Flüsse weinen             | 0733.502                            | 12,19 %                             | 51                                  |                 |
| 6.    | 4        | Amanda Aasa     | Late M/T: Amanda Aasa, Siri Jansson, Erik Grahn, Alex Shield                                  | Schwedisch           | Spät                      | 0534.652                            | 08,88 %                             | 18                                  |                 |
| 7.    | 2        | Albin Johnsén   | Livet börjar nu M/T: Robin Stjernberg, Albin Johnsén, Gino Yonan                              | Schwedisch           | Leben beginnt jetzt       | 0470.431                            | 07,82 %                             | 09                                  |                 |

 Kandidat hat sich für das Finale qualifiziert.
 Kandidat hat sich für die Andra Chansen qualifiziert.

#### Detaillierte Zuschauerstimmen (Drittes Halbfinale)
| Startnr. | Interpret       | 3–9 Jahre | 3–9 Jahre | 10–15 Jahre | 10–15 Jahre | 16–29 Jahre | 16–29 Jahre | 30–44 Jahre | 30–44 Jahre | 45–59 Jahre | 45–59 Jahre | 60–74 Jahre | 60–74 Jahre | ab 75 Jahren | ab 75 Jahren | Televoting | Televoting | Gesamt |
| Startnr. | Interpret       | Platz     | Punkte    | Platz       | Punkte      | Platz       | Punkte      | Platz       | Punkte      | Platz       | Punkte      | Platz       | Punkte      | Platz        | Punkte       | Platz      | Punkte     | Gesamt |
| -------- | --------------- | --------- | --------- | ----------- | ----------- | ----------- | ----------- | ----------- | ----------- | ----------- | ----------- | ----------- | ----------- | ------------ | ------------ | ---------- | ---------- | ------ |
| 1        | Mariette        | 1.        | 12        | 2.          | 10          | 2.          | 10          | 1.          | 12          | 1.          | 12          | 1.          | 12          | 1.           | 12           | 3.         | 8          | 88     |
| 2        | Albin Johnsén   | 6.        | 2         | 7.          | 1           | 7.          | 1           | 7.          | 1           | 7.          | 1           | 7.          | 1           | 7.           | 1            | 7.         | 1          | 09     |
| 3        | Drängarna       | 4.        | 6         | 4.          | 6           | 3.          | 8           | 4.          | 6           | 4.          | 6           | 4.          | 6           | 4.           | 6            | 1.         | 12         | 56     |
| 4        | Amanda Aasa     | 5.        | 4         | 6.          | 2           | 6.          | 2           | 6.          | 2           | 6.          | 2           | 6.          | 2           | 6.           | 2            | 6.         | 2          | 18     |
| 5        | Anis Don Demina | 3.        | 8         | 1.          | 12          | 1.          | 12          | 2.          | 10          | 5.          | 4           | 5.          | 4           | 5.           | 4            | 4.         | 6          | 60     |
| 6        | Faith Kakembo   | 7.        | 1         | 5.          | 4           | 5.          | 4           | 5.          | 4           | 3.          | 8           | 2.          | 10          | 2.           | 10           | 2.         | 10         | 51     |
| 7        | Mohombi         | 2.        | 10        | 3.          | 8           | 4.          | 6           | 3.          | 8           | 2.          | 10          | 3.          | 8           | 3.           | 8            | 5.         | 4          | 62     |

### Viertes Halbfinale

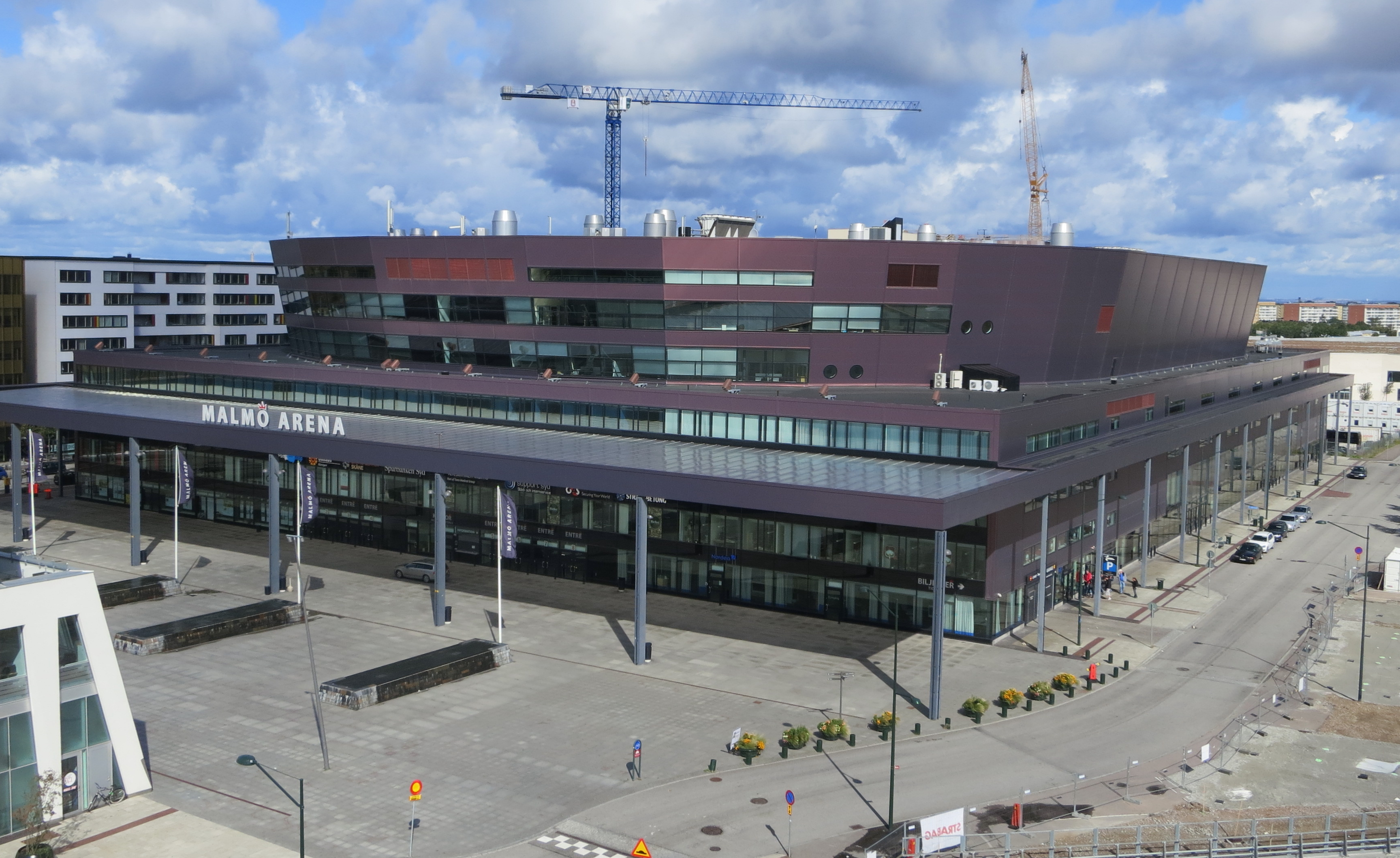
Malmö Arena

Das vierte Halbfinale (Deltävling 4) fand am 22. Februar 2020 um 20:00 Uhr (MEZ) in der Malmö Arena in Malmö statt. 424.004 beteiligten sich im vierten Halbfinale an der Abstimmung. 2.597.000 Zuschauer verfolgten das vierte Halbfinale. Dies entspricht einem Marktanteil von knapp 70 Prozent.
| Platz | Startnr. | Interpret                        | Lied Musik (M) und Text (T)                                                                        | Sprache    | Übersetzung (Inoffiziell)         | Zuschauerstimmen (Televoting & App) | Zuschauerstimmen (Televoting & App) | Zuschauerstimmen (Televoting & App) | Bild                             |
| Platz | Startnr. | Interpret                        | Lied Musik (M) und Text (T)                                                                        | Sprache    | Übersetzung (Inoffiziell)         | Stimmen                             | %                                   | Punkte                              | Bild                             |
| ----- | -------- | -------------------------------- | -------------------------------------------------------------------------------------------------- | ---------- | --------------------------------- | ----------------------------------- | ----------------------------------- | ----------------------------------- | -------------------------------- |
| 1.    | 7        | Hanna Ferm                       | Brave M/T: David Kjellstrand, Jimmy Jansson, Laurell Barker                                        | Englisch   | Mutig                             | 1.174.481                           | 21,36 %                             | 94                                  | Hanna Ferm                       |
| 2.    | 4        | Victor Crone                     | Troubled Waters M/T: Dino Medanhodzic, Benjamin Jennebo, Victor Crone                              | Englisch   | Gestörtes Wasser                  | 1.072.105                           | 19,50 %                             | 82                                  | Victor Crone                     |
| 3.    | 1        | Frida Öhrn                       | We Are One M/T: Frida Öhrn, Hampus Eurenius, Nicklas Eklundy                                       | Englisch   | Wir sind Eins                     | 0685.663                            | 12,47 %                             | 51                                  | Frida Öhrn                       |
| 4.    | 5        | Ellen Benediktson & Simon Peyron | Surface M/T: Paul Rey, Laurell Barker, Anderz Wrethov, Sebastian von Koenigsegg, Ellen Benediktson | Englisch   | Oberfläche                        | 0698.364                            | 12,70 %                             | 38                                  | Ellen Benediktson & Simon Peyron |
| 5.    | 2        | William Stridh                   | Molnljus M/T: Markus Lidén, Christian Holmström, David Kreuger, William Stridh                     | Schwedisch | Wolkenlicht                       | 0700.582                            | 12,74 %                             | 36                                  | William Stridh                   |
| 6.    | 6        | Jakob Karlberg                   | Om du tror att jag saknar dig M/T: Nanne Grönvall, Isak Hallén, Henrik Moreborg, Jakob Karlberg    | Schwedisch | Wenn du denkst, ich vermisse dich | 0619.888                            | 11,27 %                             | 22                                  | Jakob Karlberg                   |
| 7.    | 3        | Nanne Grönvall                   | Carpool Karaoke M/T: Nanne Grönvall, Peter Grönvall                                                | Schwedisch | –                                 | 0548.116                            | 12,16 %                             | 21                                  | Nanne Grönvall                   |

 Kandidat hat sich für das Finale qualifiziert.
 Kandidat hat sich für die Andra Chansen qualifiziert.

#### Detaillierte Zuschauerstimmen (Viertes Halbfinale)
| Startnr. | Interpret                        | 3–9 Jahre | 3–9 Jahre | 10–15 Jahre | 10–15 Jahre | 16–29 Jahre | 16–29 Jahre | 30–44 Jahre | 30–44 Jahre | 45–59 Jahre | 45–59 Jahre | 60–74 Jahre | 60–74 Jahre | ab 75 Jahren | ab 75 Jahren | Televoting | Televoting | Gesamt |
| Startnr. | Interpret                        | Platz     | Punkte    | Platz       | Punkte      | Platz       | Punkte      | Platz       | Punkte      | Platz       | Punkte      | Platz       | Punkte      | Platz        | Punkte       | Platz      | Punkte     | Gesamt |
| -------- | -------------------------------- | --------- | --------- | ----------- | ----------- | ----------- | ----------- | ----------- | ----------- | ----------- | ----------- | ----------- | ----------- | ------------ | ------------ | ---------- | ---------- | ------ |
| 1        | Frida Öhrn                       | 4.        | 6         | 5.          | 4           | 7.          | 1           | 3.          | 8           | 3.          | 8           | 3.          | 8           | 3.           | 8            | 3.         | 8          | 51     |
| 2        | William Stridh                   | 3.        | 8         | 3.          | 8           | 4.          | 6           | 5.          | 4           | 7.          | 1           | 7.          | 1           | 6.           | 2            | 4.         | 6          | 36     |
| 3        | Nanne Grönvall                   | 7.        | 1         | 7.          | 1           | 6.          | 2           | 7.          | 1           | 6.          | 2           | 4.          | 6           | 4.           | 6            | 6.         | 2          | 21     |
| 4        | Victor Crone                     | 2.        | 10        | 2.          | 10          | 1.          | 12          | 2.          | 10          | 2.          | 10          | 2.          | 10          | 2.           | 10           | 2.         | 10         | 82     |
| 5        | Ellen Benediktson & Simon Peyron | 5.        | 4         | 4.          | 6           | 5.          | 4           | 4.          | 6           | 4.          | 6           | 5.          | 4           | 5.           | 4            | 5.         | 4          | 38     |
| 6        | Jakob Karlberg                   | 6.        | 2         | 6.          | 2           | 3.          | 8           | 6.          | 2           | 5.          | 4           | 6.          | 2           | 7.           | 1            | 7.         | 1          | 22     |
| 7        | Hanna Ferm                       | 1.        | 12        | 1.          | 12          | 2.          | 10          | 1.          | 12          | 1.          | 12          | 1.          | 12          | 1.           | 12           | 1.         | 12         | 94     |

## Andra Chansen

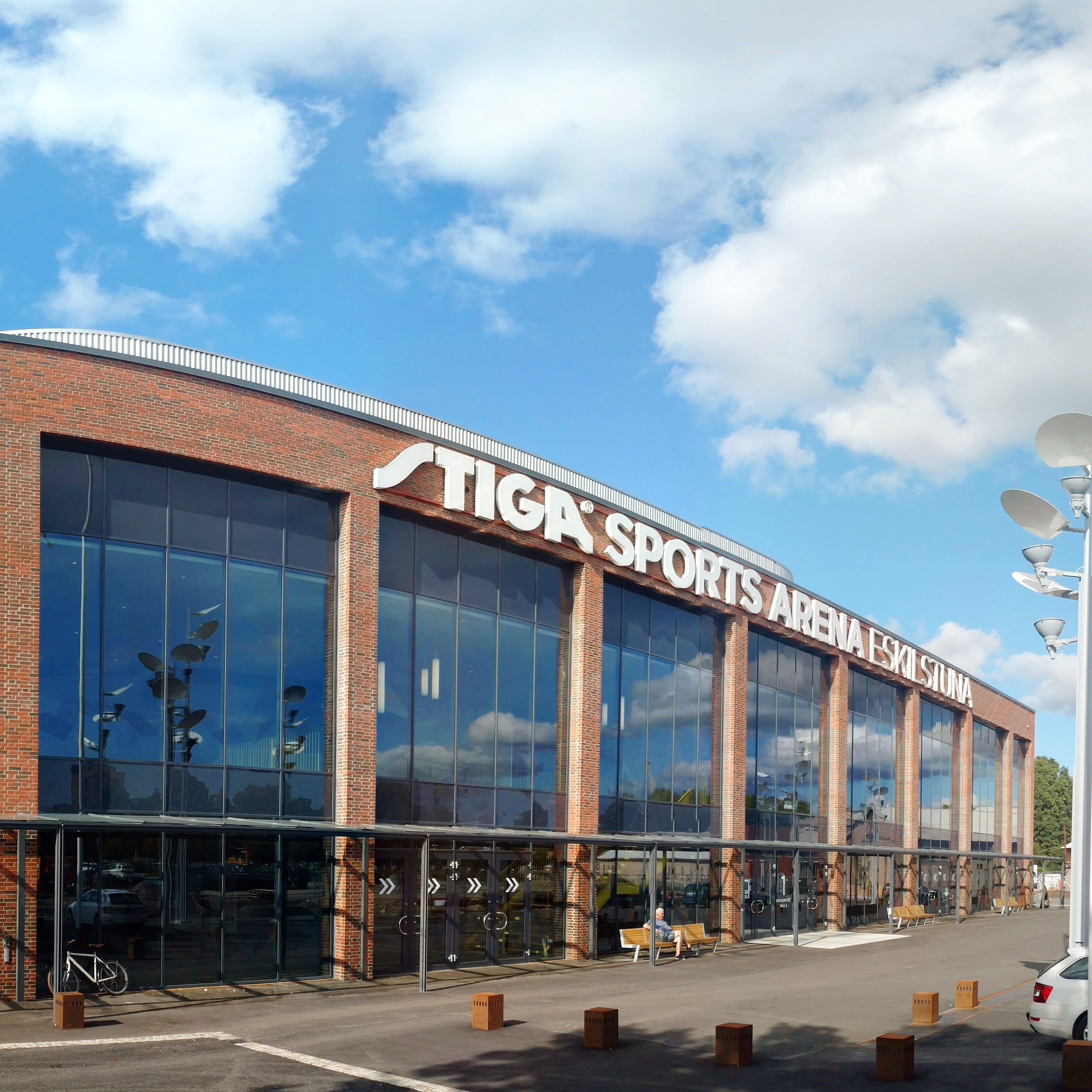
Stiga Sports Arena

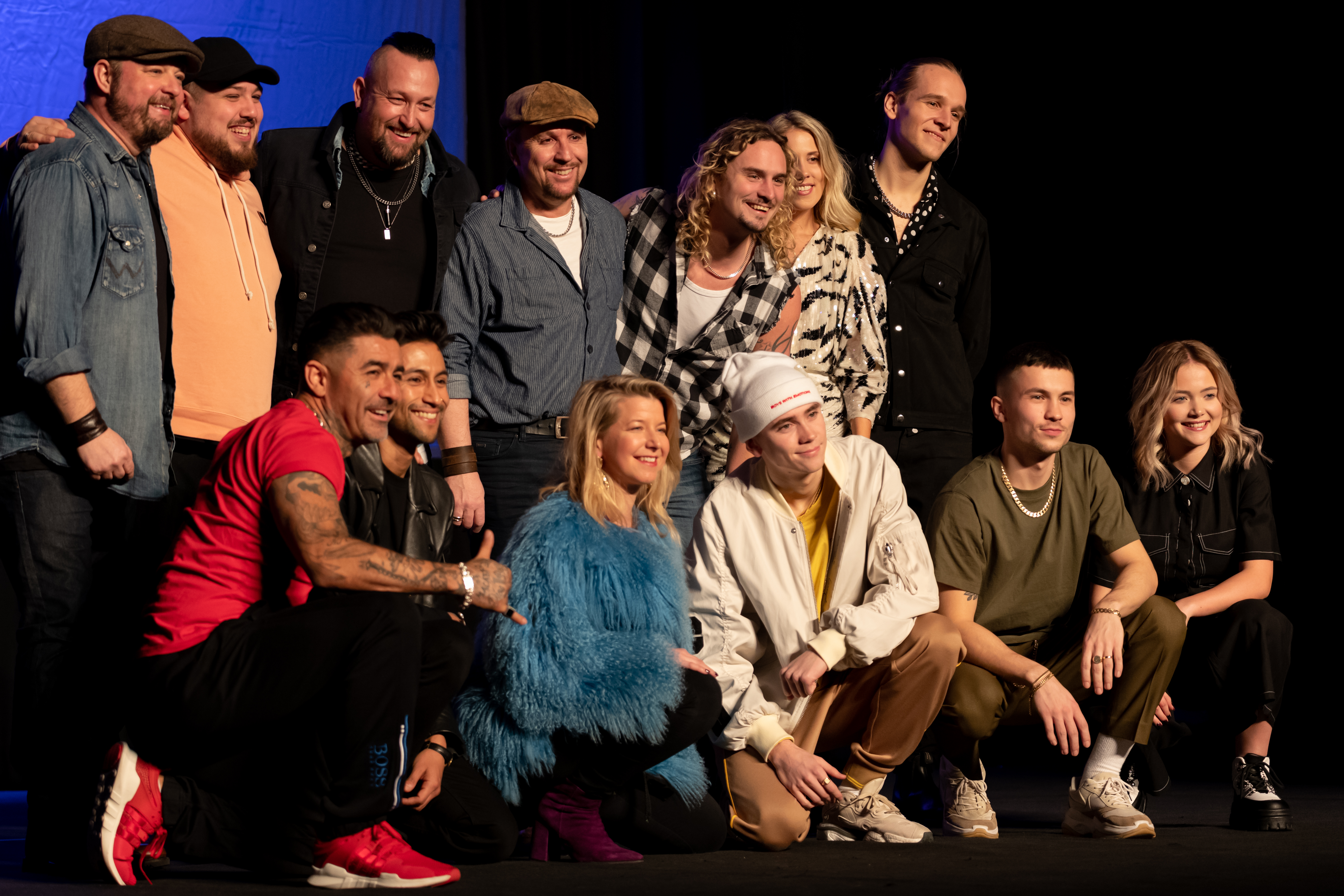
Die Teilnehmer der Andra Chansen

Die zweite Chance (Andra Chansen) fand am 29. Februar 2020 um 20:00 Uhr (MEZ) in der Stiga Sports Arena in Eskilstuna statt. Die Stadt war zum ersten Mal Austragungsort des Melodifestivalen. 2.557.000 Zuschauer verfolgten die Sendung auf SVT1. Dies ist der niedrigste Wert für eine Andra Chansen Sendung seit 2006. Der Marktanteil lag bei 70,4 Prozent.
| Duell | Startnr. | Interpret                        | Lied Musik (M) und Text (T)                                                                                     | Zuschauerstimmen (Televoting & App) | Zuschauerstimmen (Televoting & App) | Zuschauerstimmen (Televoting & App) | Bild                                               |
| Duell | Startnr. | Interpret                        | Lied Musik (M) und Text (T)                                                                                     | Stimmen                             | %                                   | Punkte                              | Bild                                               |
| ----- | -------- | -------------------------------- | --- | ----------------------------------- | ----------------------------------- | ----------------------------------- | -------------------------------------------------- |
| 1     | 1        | Anis Don Demina                  | Vem e som oss M/T: Anderz Wrethov, Johanna Elkesdotter Wrethov, Anis Don Demina, Robin Svensk                   | 937.009                             | 62,32 %                             | 7                                   | Anis don Demina & Ellen Benediktson & Simon Peyron |
| 1     | 2        | Ellen Benediktson & Simon Peyron | Surface M/T: Paul Rey, Laurell Barker, Anderz Wrethov, Sebastian von Koenigsegg, Ellen Benediktson              | 566.544                             | 37,68 %                             | 1                                   | Anis don Demina & Ellen Benediktson & Simon Peyron |
|       |          |                                  | |                                     |                                     |                                     |                                                    |
| 2     | 1        | Malou Prytz                      | Ballerina M/T: Thomas G:son, Peter Boström, Jimmy Jansson                                                       | 833.780                             | 50,71 %                             | 3                                   | Malou Prytz & Paul Rey                             |
| 2     | 2        | Paul Rey                         | Talking in My Sleep M/T: Paul Rey, Lukas Hällgren, Alexander Standal Pavelich                                   | 810.439                             | 49,29 %                             | 5                                   | Malou Prytz & Paul Rey                             |
|       |          |                                  | |                                     |                                     |                                     |                                                    |
| 3     | 1        | Felix Sandman                    | Boys With Emotions M/T: Tony Ferrari, Parker James, Peter Thomas, Philip Bentley, Nicki Adamsson, Felix Sandman | 793.582                             | 59,04 %                             | 4                                   | Felix Sandman & Frida Öhrn                         |
| 3     | 2        | Frida Öhrn                       | We Are One M/T: Frida Öhrn, Hampus Eurenius, Nicklas Eklundy                                                    | 550.632                             | 40,96 %                             | 4                                   | Felix Sandman & Frida Öhrn                         |
|       |          |                                  | |                                     |                                     |                                     |                                                    |
| 4     | 1        | Méndez feat. Álvaro Estrella     | Vamos Amigos M/T: Palle Hammarlund, Jimmy Jansson, Jakke Erixson, Leo Mendez                                    | 805.286                             | 54,00 %                             | 4                                   | Méndez feat. Álvaro Estrella & Drängarna           |
| 4     | 2        | Drängarna                        | Piga & dräng M/T: Anders Wigelius, Robert Norberg, Jimmy Jansson                                                | 685.762                             | 46,00 %                             | 4                                   | Méndez feat. Álvaro Estrella & Drängarna           |

 Kandidat hat sich für das Finale qualifiziert.

### Detaillierte Zuschauerstimmen (Andra Chansen)
| Startnr. | Interpret                        | 3–9 Jahre | 3–9 Jahre | 10–15 Jahre | 10–15 Jahre | 16–29 Jahre | 16–29 Jahre | 30–44 Jahre | 30–44 Jahre | 45–59 Jahre | 45–59 Jahre | 60–74 Jahre | 60–74 Jahre | ab 75 Jahren | ab 75 Jahren | Televoting | Televoting | Gesamt |
| Startnr. | Interpret                        | Platz     | Punkte    | Platz       | Punkte      | Platz       | Punkte      | Platz       | Punkte      | Platz       | Punkte      | Platz       | Punkte      | Platz        | Punkte       | Platz      | Punkte     | Gesamt |
| -------- | -------------------------------- | --------- | --------- | ----------- | ----------- | ----------- | ----------- | ----------- | ----------- | ----------- | ----------- | ----------- | ----------- | ------------ | ------------ | ---------- | ---------- | ------ |
| 1        | Anis Don Demina                  | 1.        | 1         | 1.          | 1           | 1.          | 1           | 1.          | 1           | 1.          | 1           | 2.          | 0           | 1.           | 1            | 1.         | 1          | 7      |
| 2        | Ellen Benediktson & Simon Peyron | 2.        | 0         | 2.          | 0           | 2.          | 0           | 2.          | 0           | 2.          | 0           | 1.          | 1           | 2.           | 0            | 2.         | 0          | 1      |
|          |                                  |           |           |             |             |             |             |             |             |             |             |             |             |              |              |            |            |        |
| 1        | Malou Prytz                      | 1.        | 1         | 1.          | 1           | 2.          | 0           | 1.          | 1           | 2.          | 0           | 2.          | 0           | 2.           | 0            | 2.         | 0          | 3      |
| 2        | Paul Rey                         | 2.        | 0         | 2.          | 0           | 1.          | 1           | 2.          | 0           | 1.          | 1           | 1.          | 1           | 1.           | 1            | 1.         | 1          | 5      |
|          |                                  |           |           |             |             |             |             |             |             |             |             |             |             |              |              |            |            |        |
| 1        | Felix Sandman                    | 1.        | 1         | 1.          | 1           | 1.          | 1           | 1.          | 1           | 2.          | 0           | 2.          | 0           | 2.           | 0            | 2.         | 0          | 4      |
| 2        | Frida Öhrn                       | 2.        | 0         | 2.          | 0           | 2.          | 0           | 2           | 0           | 1.          | 1           | 1.          | 1           | 1.           | 1            | 1.         | 1          | 4      |
|          |                                  |           |           |             |             |             |             |             |             |             |             |             |             |              |              |            |            |        |
| 1        | Méndez feat. Álvaro Estrella     | 1.        | 1         | 1.          | 1           | 2.          | 0           | 1.          | 1           | 1.          | 1           | 2.          | 0           | 2.           | 0            | 2.         | 0          | 4      |
| 2        | Drängarna                        | 2.        | 0         | 2.          | 0           | 1.          | 1           | 2.          | 0           | 2.          | 0           | 1.          | 1           | 1.           | 1            | 1.         | 1          | 4      |

## Finale

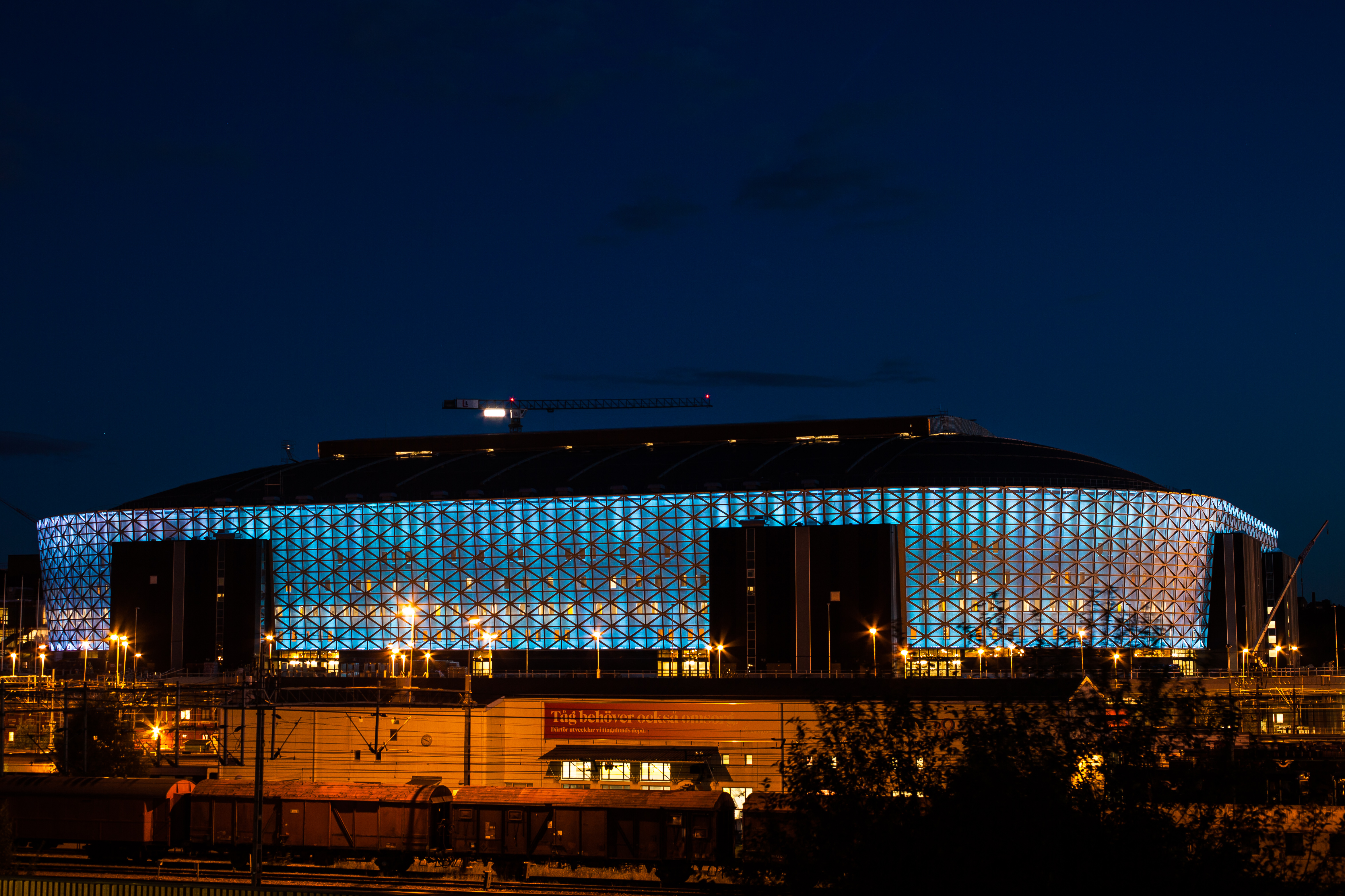
Friends Arena

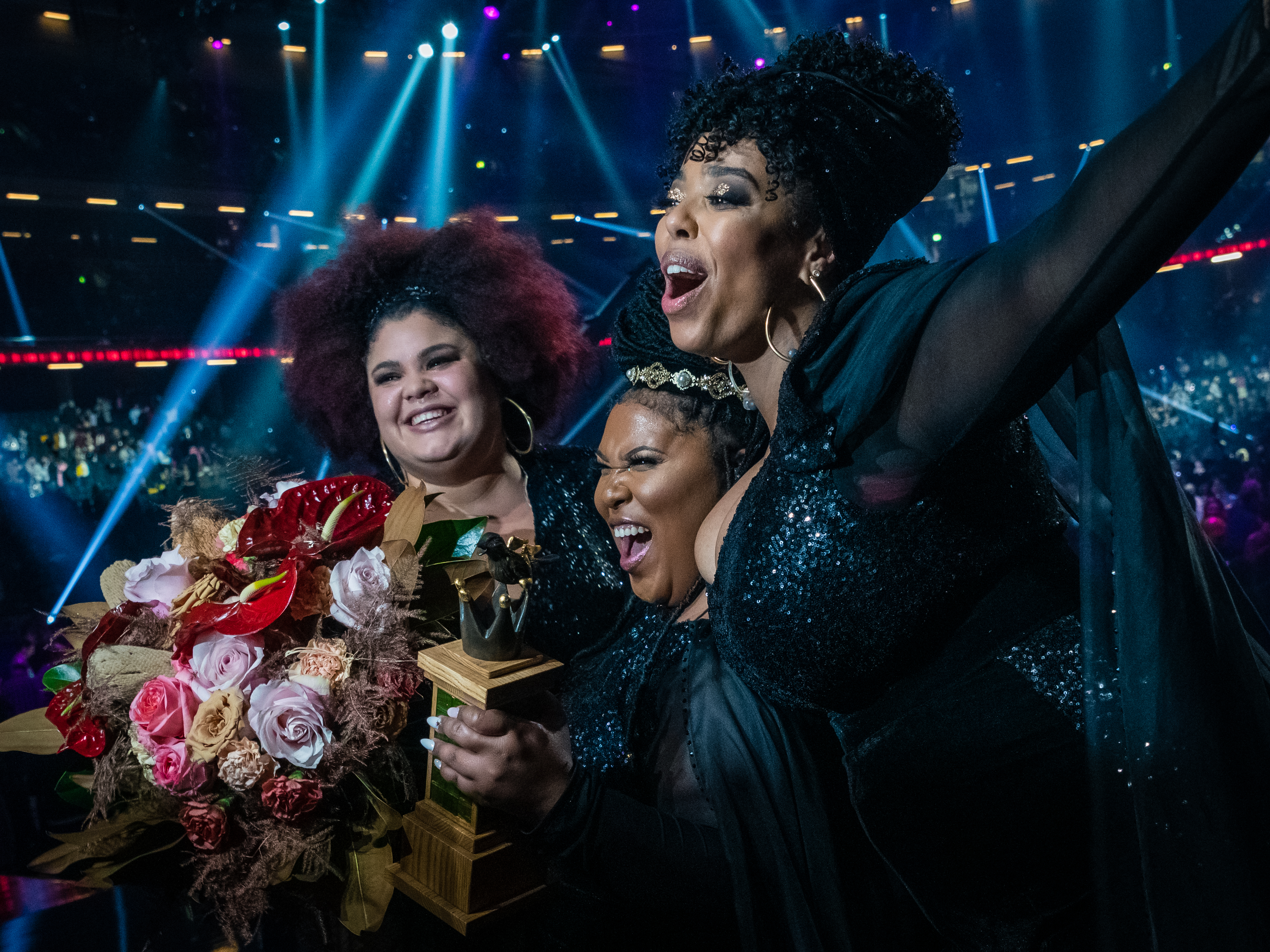
Die Gewinnerinnen der schwedischen Vorentscheidung: The Mamas

Das Finale (Finalen) fand am 7. März 2020 um 20:00 Uhr (MEZ) in der 27.000 Zuschauer fassenden Friends Arena in Solna (Stockholm) statt. Erstmals wurden die Punkte der Zuschauer, wie beim Eurovision Song Contest auch, in umgekehrter Reihenfolge der Jury-Ergebnisse vorgelesen. So verlas die Moderatorin Linnea Henriksson die Punkte des Beitrages, der im Juryvoting die niedrigsten Punkte erzielte, zuerst. Es folgen die weiteren Interpreten entsprechend ihrer Platzierung im Juryvoting.
Dotter und The Mamas lagen im Juryvoting mit jeweils 65 Punkten gleichauf. Das Reglement des Melodifestivalens sieht bei einem Gleichstand im Juryvoting vor, dass derjenige Beitrag, der in der Juryabstimmung die meisten zwölf Punkte erhielt, höher platziert wird als der andere. Da Dotter und The Mamas beide die Höchstwertung von zwölf Punkten jeweils zweimal erhalten haben, wurde die Anzahl der 10-Punkte-Wertung bewertet. Da Dotter zweimal zehn Punkte erhielt, gewann sie das Juryvoting. Im Televoting setzten sich The Mamas mit 72 Punkten vor Dotter durch, die vom Publikum 71 Punkte erhielt. Insgesamt gewannen The Mamas also mit einem Vorsprung von einem Punkt. Dies war zuletzt beim Melodifestivalen 1978 der Fall. Mit The Mamas gewann zum vierten Mal in Folge ein Interpret, der im Vorjahr zum ersten Mal am Melodifestivalen teilnahm. Im vergangenen Jahr waren sie als Begleitgesang direkt am Bühnenauftritt von John Lundvik beteiligt. Erstmals seit 2014 gewann wieder ein weiblicher Interpret.
3.243.000 Zuschauer verfolgten das Finale. Es war zwar die zuschauerstärkste Sendung des diesjährigen Melodifestivalens, aber gleichzeitig das zuschauerschwächste Finale seit 1999. 844.982 Zuschauer beteiligten sich im Finale an der Abstimmung. Dies ist ein neuer Allzeitrekord für eine Sendung des Melodifestivalens. Zuletzt lag der Rekord bei 804.663 Zuschauern, die sich an der Abstimmung im Finale 2019 beteiligten. Nun wurde der Rekord um nun mehr 40.000 Zuschauer erhöht.
| Platz | Startnr. | Interpret                    | Lied Musik (M) und Text (T)                                                                                     | Sprache              | Israel | Osterreich | Armenien | Australien | Malta | Island | Frankreich | Niederlande | Jury Gesamt | Zuschauerstimmen (Televoting & App) | Zuschauerstimmen (Televoting & App) | Zuschauerstimmen (Televoting & App) | Gesamt |
| Platz | Startnr. | Interpret                    | Lied Musik (M) und Text (T)                                                                                     | Sprache              | Israel | Osterreich | Armenien | Australien | Malta | Island | Frankreich | Niederlande | Jury Gesamt | Stimmen                             | %                                   | Punkte                              | Gesamt |
| --- | -------- | ---------------------------- | --- | -------------------- | ------ | ---------- | -------- | ---------- | ----- | ------ | ---------- | ----------- | ----------- | ----------------------------------- | ----------------------------------- | ----------------------------------- | ------ |
| 01. | 03       | The Mamas                    | Move M/T: Melanie Wehbe, Patrik Jean, Herman Gardarfve                                                          | Englisch             | 4      | 6          | 12       | 10         | 12    | 8      | 6          | 7           | 65          | 1.610.446                           | 12,29 %                             | 72                                  | 137    |
| 02. | 07       | Dotter                       | Bulletproof M/T: Dino Medanhodzic, Johanna Jansson, Erik Dahlqvist                                              | Englisch             | 10     | 2          | 6        | 12         | 10    | 12     | 7          | 6           | 65          | 1.489.636                           | 11,37 %                             | 71                                  | 136    |
| 03. | 11       | Anna Bergendahl              | Kingdom Come M/T: Bobby Ljunggren, Thomas G:son, Erik Bernholm, Anna Bergendahl                                 | Englisch             | 12     | 3          | 4        | 6          | 8     | 10     | –          | 3           | 46          | 1.244.146                           | 09,50 %                             | 61                                  | 107    |
| 04. | 05       | Hanna Ferm                   | Brave M/T: David Kjellstrand, Jimmy Jansson, Laurell Barker                                                     | Englisch             | 7      | –          | 3        | 2          | 7     | 3      | 2          | 1           | 25          | 1.335.870                           | 10,20 %                             | 69                                  | 094    |
| 05. | 12       | Anis Don Demina              | Vem e som oss M/T: Anderz Wrethov, Johanna Elkesdotter Wrethov, Anis Don Demina, Robin Svensk                   | Schwedisch, Englisch | 2      | 12         | –        | 5          | –     | 7      | 4          | 10          | 40          | 1.168.875                           | 08,92 %                             | 42                                  | 082    |
| 06. | 02       | Paul Rey                     | Talking in My Sleep M/T: Paul Rey, Lukas Hällgren, Alexander Standal Pavelich                                   | Englisch             | 6      | –          | 7        | 4          | 4     | –      | 10         | 4           | 35          | 1.086.230                           | 08,29 %                             | 33                                  | 068    |
| 07. | 10       | Felix Sandman                | Boys With Emotions M/T: Tony Ferrari, Parker James, Peter Thomas, Philip Bentley, Nicki Adamsson, Felix Sandman | Englisch             | 8      | 7          | 8        | 8          | 2     | –      | 8          | 12          | 53          | 827.809                             | 06,31 %                             | 14                                  | 067    |
| 08. | 08       | Robin Bengtsson              | Take A Chance M/T: Jimmy Jansson, Karl-Frederik Reichhardt, Marcus Winther-John                                 | Englisch             | 3      | 8          | 10       | –          | 6     | 5      | 1          | 2           | 35          | 891.620                             | 06,80 %                             | 28                                  | 063    |
| 09. | 01       | Victor Crone                 | Troubled Waters M/T: Dino Medanhodzic, Benjamin Jennebo, Victor Crone                                           | Englisch             | 1      | 4          | 5        | 1          | 1     | 2      | 5          | –           | 19          | 1.058.691                           | 08,08 %                             | 38                                  | 057    |
| 10. | 09       | Mariette                     | Shout It Out M/T: Thomas G:son, Cassandra Ströberg, Alex Shield, Mariette Hansson                               | Englisch             | –      | 10         | 1        | –          | 5     | 6      | 12         | 8           | 42          | 719.420                             | 05,49 %                             | 09                                  | 051    |
| 11. | 06       | Méndez feat. Álvaro Estrella | Vamos Amigos M/T: Palle Hammarlund, Jimmy Jansson, Jakke Erixson, Leo Mendez                                    | Spanisch, Englisch   | –      | 1          | 2        | 7          | 3     | 1      | –          | 5           | 19          | 882.046                             | 06,73 %                             | 21                                  | 040    |
| 12. | 04       | Mohombi                      | Winners M/T: Jimmy Jansson, Mohombi, Palle Hammarlund                                                           | Englisch             | 5      | 5          | –        | 3          | –     | 4      | 3          | –           | 20          | 787.224                             | 06,01 %                             | 06                                  | 026    |
| Jury-Punktesprecher |          |                              | |                      |        |            |          |            |       |        |            |             |             |                                     |                                     |                                     |        |
| - – Tali Eshkoli - – Marvin Dietmann - – Anush Ter-Ghukasyan - – Paul Clarke - – Clas Romander - – Selma Björnsdóttir - – Bruno Berberes - – Gertrude „Getty“ Kaspers |          |                              | |                      |        |            |          |            |       |        |            |             |             |                                     |                                     |                                     |        |

### Detaillierte Zuschauerstimmen (Finale)
| Startnr. | Interpret                    | 3–9 Jahre | 3–9 Jahre | 10–15 Jahre | 10–15 Jahre | 16–29 Jahre | 16–29 Jahre | 30–44 Jahre | 30–44 Jahre | 45–59 Jahre | 45–59 Jahre | 60–74 Jahre | 60–74 Jahre | ab 75 Jahren | ab 75 Jahren | Televoting | Televoting | Gesamt |
| Startnr. | Interpret                    | Platz     | Punkte    | Platz       | Punkte      | Platz       | Punkte      | Platz       | Punkte      | Platz       | Punkte      | Platz       | Punkte      | Platz        | Punkte       | Platz      | Punkte     | Gesamt |
| -------- | ---------------------------- | --------- | --------- | ----------- | ----------- | ----------- | ----------- | ----------- | ----------- | ----------- | ----------- | ----------- | ----------- | ------------ | ------------ | ---------- | ---------- | ------ |
| 01       | Victor Crone                 | 4.        | 7         | 6.          | 5           | 7.          | 4           | 7.          | 4           | 5.          | 6           | 6.          | 5           | 7.           | 4            | 8.         | 3          | 38     |
| 02       | Paul Rey                     | 7.        | 4         | 4 .         | 7           | 4.          | 7           | 6.          | 5           | 9.          | 2           | 8.          | 3           | 8.           | 3            | 9.         | 2          | 33     |
| 03       | The Mamas                    | 6.        | 5         | 1.          | 12          | 1.          | 12          | 2.          | 10          | 2.          | 10          | 4.          | 7           | 3.           | 8            | 3.         | 8          | 72     |
| 04       | Mohombi                      | 8.        | 3         | 9.          | 2           | 11.         | 0           | 10.         | 1           | 12.         | 0           | 12.         | 0           | 12.          | 0            | 12.        | 0          | 06     |
| 05       | Hannah Ferm                  | 1.        | 12        | 2.          | 10          | 5.          | 6           | 4.          | 7           | 4.          | 7           | 2.          | 10          | 2.           | 10           | 4.         | 7          | 69     |
| 06       | Méndez feat. Álvaro Estrella | 2.        | 10        | 7.          | 4           | 9.          | 2           | 8.          | 3           | 10.         | 1           | 10.         | 1           | 11.          | 0            | 11.        | 0          | 40     |
| 07       | Dotter                       | 3.        | 8         | 3.          | 8           | 2.          | 10          | 1.          | 12          | 3.          | 8           | 3.          | 8           | 4.           | 7            | 2.         | 10         | 71     |
| 08       | Robin Bengtsson              | 9.        | 2         | 8.          | 3           | 10.         | 1           | 9.          | 2           | 6.          | 5           | 5.          | 6           | 6.           | 5            | 7.         | 4          | 28     |
| 09       | Mariette                     | 12.       | 0         | 12.         | 0           | 12.         | 0           | 12.         | 0           | 8.          | 3           | 7.          | 4           | 10.          | 1            | 10.        | 1          | 09     |
| 10       | Felix Sandman                | 10.       | 1         | 10.         | 1           | 8.          | 3           | 11.         | 0           | 11.         | 0           | 9.          | 2           | 9.           | 2            | 6.         | 5          | 14     |
| 11       | Anna Bergendahl              | 11.       | 0         | 11.         | 0           | 6.          | 5           | 3.          | 8           | 1.          | 12          | 1.          | 12          | 1.           | 12           | 1.         | 12         | 61     |
| 12       | Anis Don Demina              | 5.        | 6         | 5.          | 6           | 3.          | 8           | 5.          | 6           | 7.          | 4           | 11.         | 0           | 5.           | 6            | 5.         | 6          | 42     |

## Übertragung
Alle sechs Sendungen wurden von den öffentlichen-rechtlichen Fernsehsendern SVT 1, SVT 24 (Gebärdensprache) und dem Video-on-Demand-Dienst SVT Play übertragen. Erstmals wurde das Melodifestivalen auch von finnischen Sendern Yle TV1 und Yle Areena übertragen. Yle TV1 übertrug die Sendung mit finnischem Kommentar. Yle Teema & Fem übertrug die Sendungen zeitversetzt am nächsten Sonntagmorgen. Jede Sendung wurde auch im Radioprogramm Sveriges Radio P4 übertragen. Das Finale wurde zusätzlich im isländischen Fernsehen von Ríkisútvarpið übertragen.
| Sendung       | Sendedatum                  | Sender | Kandidaten |
| ------------- | --------------------------- | --- | ---------- |
| Deltävling 1  | 1. Februar 2020, 20:00 Uhr  | , (Gebärdensprache), (Finnischer Kommentar: Christian Bertell), (Kommentar: Carolina Norén)                  | 07         |
| Deltävling 2  | 8. Februar 2020, 20:00 Uhr  | , (Gebärdensprache), (Finnischer Kommentar: Christian Bertell), (Kommentar: Carolina Norén)                  | 07         |
| Deltävling 3  | 15. Februar 2020, 20:00 Uhr | , (Gebärdensprache), (Finnischer Kommentar: Christian Bertell), (Kommentar: Carolina Norén)                  | 07         |
| Deltävling 4  | 22. Februar 2020, 20:00 Uhr | , (Gebärdensprache), (Finnischer Kommentar: Christian Bertell), (Kommentar: Carolina Norén)                  | 07         |
| Andra Chansen | 29. Februar 2020, 20:00 Uhr | , (Gebärdensprache), (Finnischer Kommentar: Christian Bertell), (Kommentar: Carolina Norén)                  | 08         |
| Finalen       | 7. März 2020, 20:00 Uhr     | , (Gebärdensprache), (Finnischer Kommentar: Christian Bertell), (Kommentar: Carolina Norén & Björn Kjellman) | 12         |

## Preparty

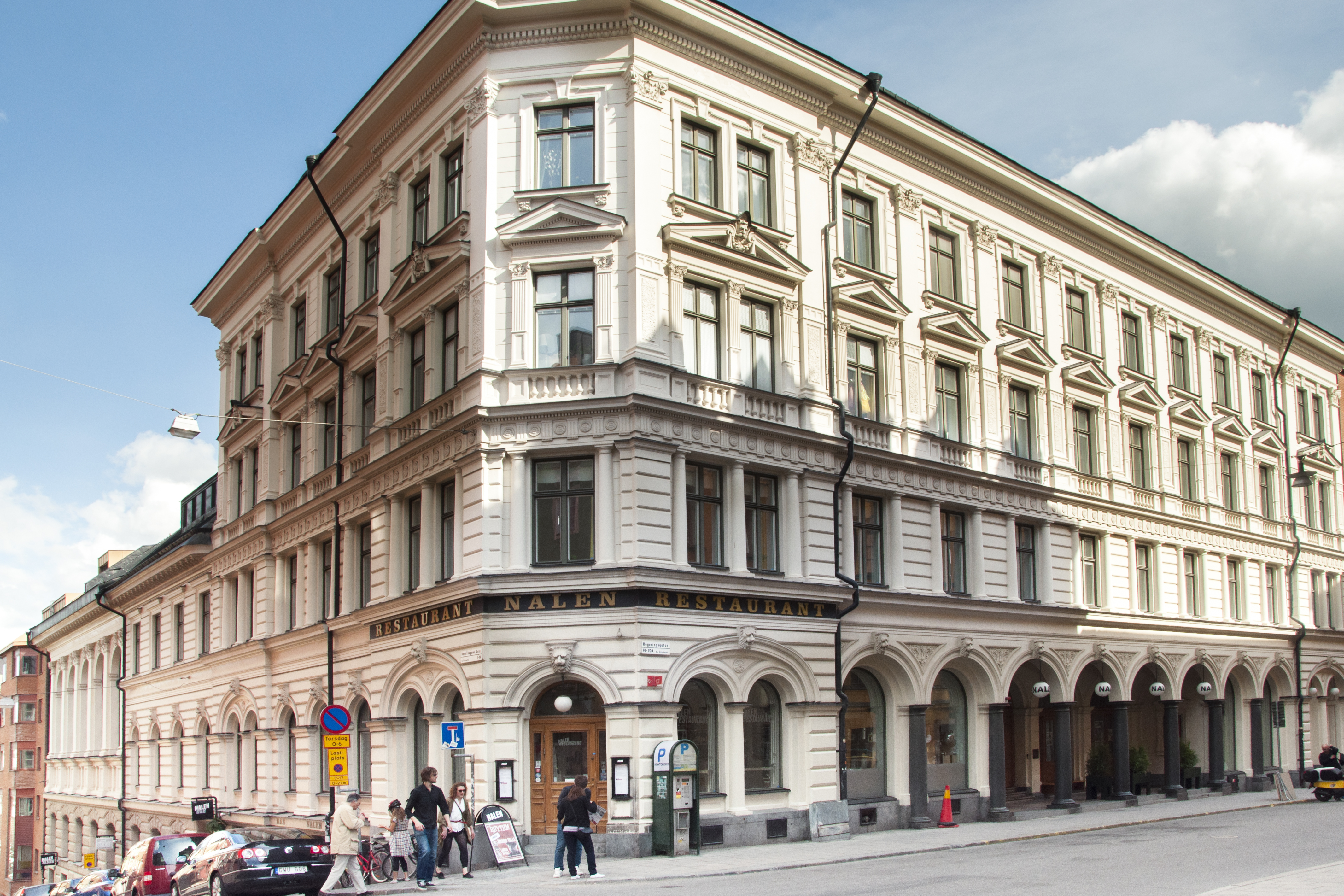
Nalen, der Veranstaltungsort des Melfest WKND

Durch den schwedischen ESC-Fanclub Melodifestivalklubben OGAE Sweden wurde am 6. März 2020, dem Freitagabend vor dem Finale in der Stockholmer Veranstaltungshalle Nalen eine Preparty innerhalb des Melfest WKND veranstaltet. Neben Teilnehmern des geplanten Eurovision Song Contest 2020 nahmen auch ehemalige Melodifestivalen-Teilnehmer voriger Jahre teil. Aufgrund der COVID-19-Pandemie und der damit kurz nach dem Finale des Melodifestivalen einhergegangenen Absage des ESC und jeglicher Prepartys war dies die einzige Preparty, die im geplanten Rahmen als Präsenzveranstaltung in jenem Jahr stattfinden konnte. Als Teilnehmer waren vor Ort:
- Daði Freyr ( Island 2020, 2021)
- KEiiNO ( Norwegen 2019)
- Lovers of Valdaroo (Melodifestivalen 2019)
- Samanta Tīna ( Lettland 2020, 2021)
- Sandro ( Zypern 2020)
- Ulrikke ( Norwegen 2020)
- Wiktoria (Melodifestivalen 2016, 2017, 2019)